# Chemins de fer de la généralité de Catalogne
Pour les articles homonymes, voir FGC.
Les Chemins de fer de la généralité de Catalogne (en catalan, Ferrocarrils de la Generalitat de Catalunya), connus sous le sigle de FGC, sont une entreprise ferroviaire catalane dont le siège social est situé à Barcelone.
C'est une société publique créée en 1979. FGC exploite un réseau de plus de 300 km de lignes de chemin de fer principalement à voie métrique et de funiculaire.
Son activité s'étend également à des lignes d'autobus en correspondance avec les lignes ferroviaires.

## Histoire

### Projets de tram-trains
En novembre 2022, le département du Territoire de la généralité de Catalogne annonce avoir lancé des études de viabilité pour quatre potentiels réseaux de tram-train, qui seront exploités par les FGC en cas de réalisation : 41 km dans    les Terres de l'Èbre, autour de L'Aldea ; 38 km dans le Bages, à partir de Manresa ; 144 km sur la Costa Brava, dans le secteur de Gérone ; et 57 km dans les Hautes-Pyrénées, pour relier Andorre-la-Vieille et Alp.

## Réseau
- Chemin de fer classique : 182 km, dont 40 km à écartement standard (1 435 mm) et 142 km à écartement métrique (1 000 mm). Ce réseau est entièrement électrifié en courant continu 1,5 kV.
- Chemin de fer à écartement ibérique (1 668 mm) : de Lérida a La Pobla de Segur (89 km).
- Chemin de fer à crémaillère: de Monistrol à Montserrat (5 km) et de Ribes de Freser à Núria (12 km).
- Funiculaire : Vallvidrera, Gelida, Sant Joan (Montserrat) et Santa Cova (Montserrat).
- Téléphérique : d'Esparreguera à Olesa de Montserrat (1 km).

## Lignes

### Services métropolitains
- En 2003, deux ans après l'unification des tarifs dans la première couronne de l'aire métropolitaine de Barcelone et à l'occasion de l'ouverture de la ligne L11, les trois lignes offrant un trajet métropolitain sont renumérotés L6, L7 et L8. La L12 est créée en 2016 par séparation de la L6.

| Ligne | Route                                                      |
|       | Barcelone-Plaça de Catalunya - Sarrià                      |
|       | Barcelone-Plaça de Catalunya - Avinguda Tibidabo           |
|       | Barcelone-Plaça d'Espanya - Molí Nou \| Ciutat Cooperativa |
|       | Reina Elisenda - Sarrià                                    |

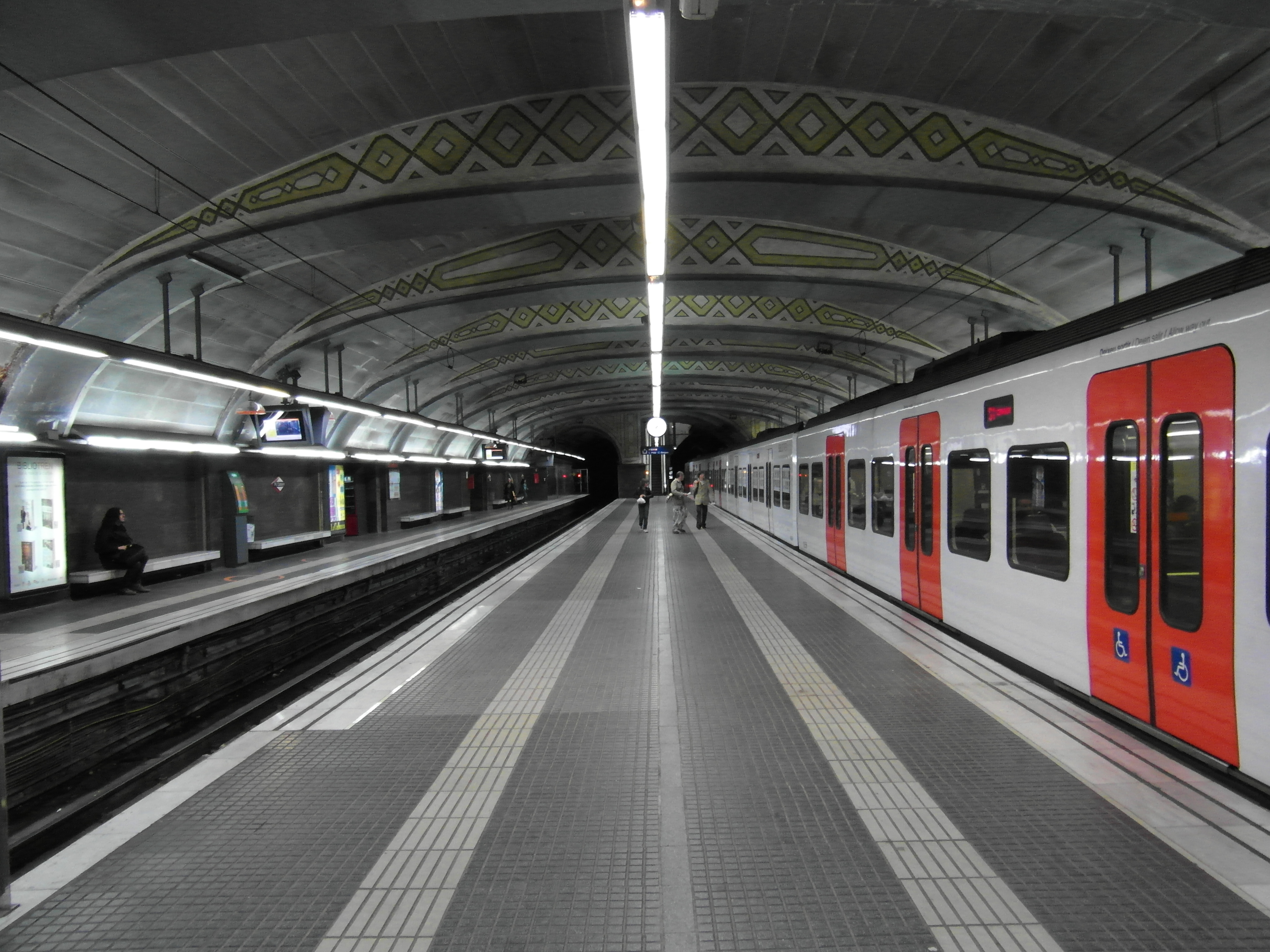
Plaça de Catalunya
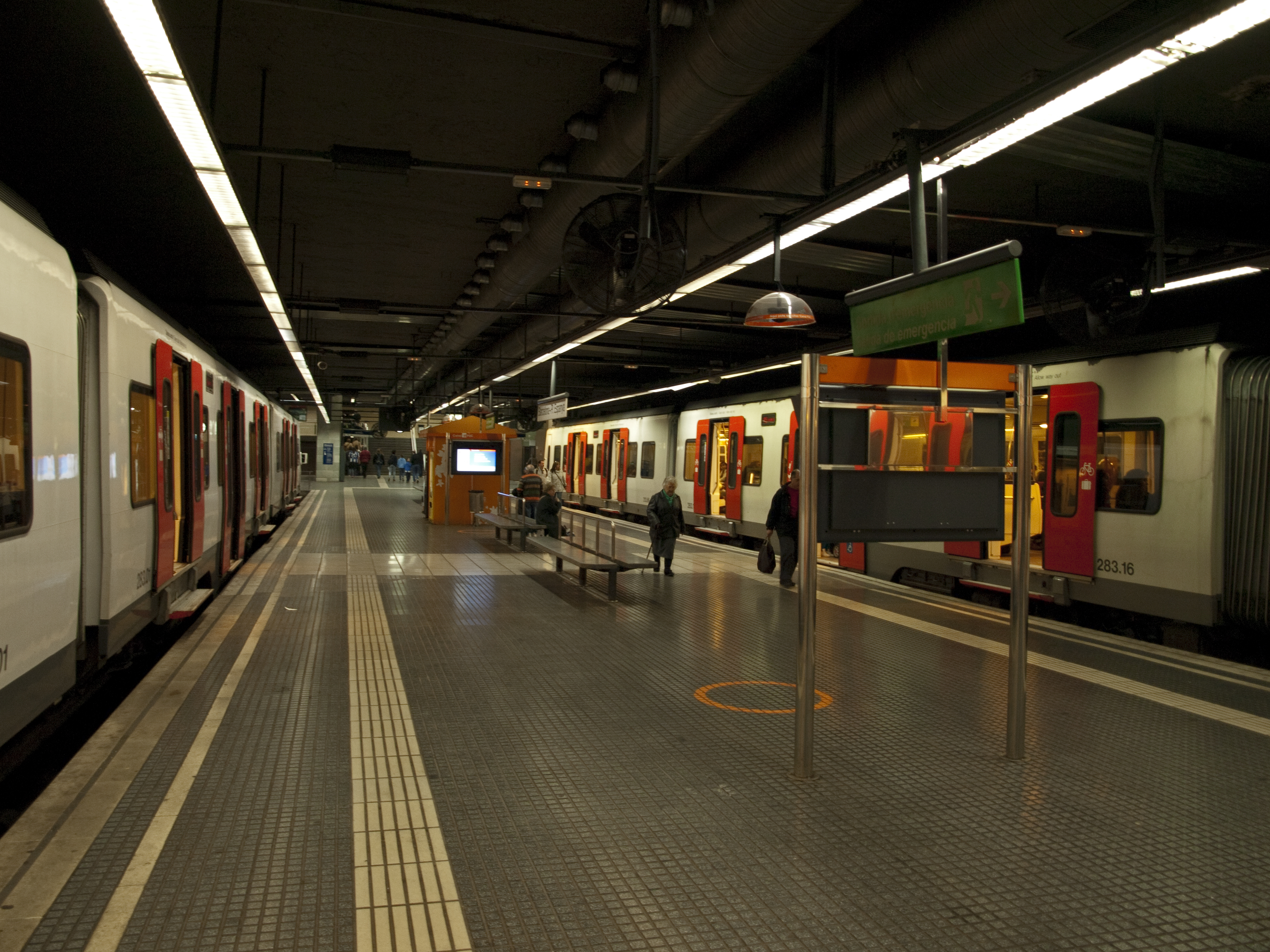
Plaça d'Espanya
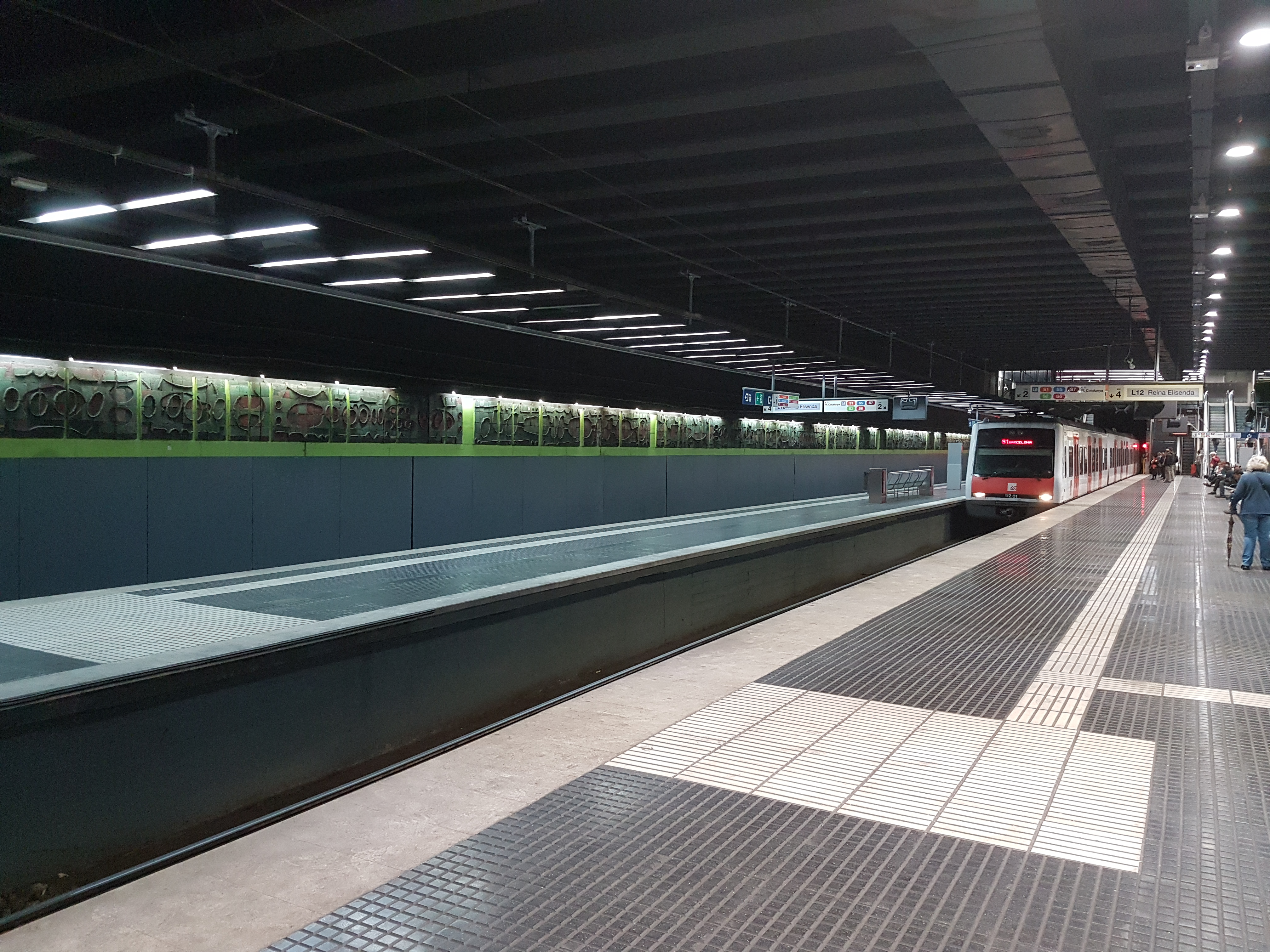
Sarrià
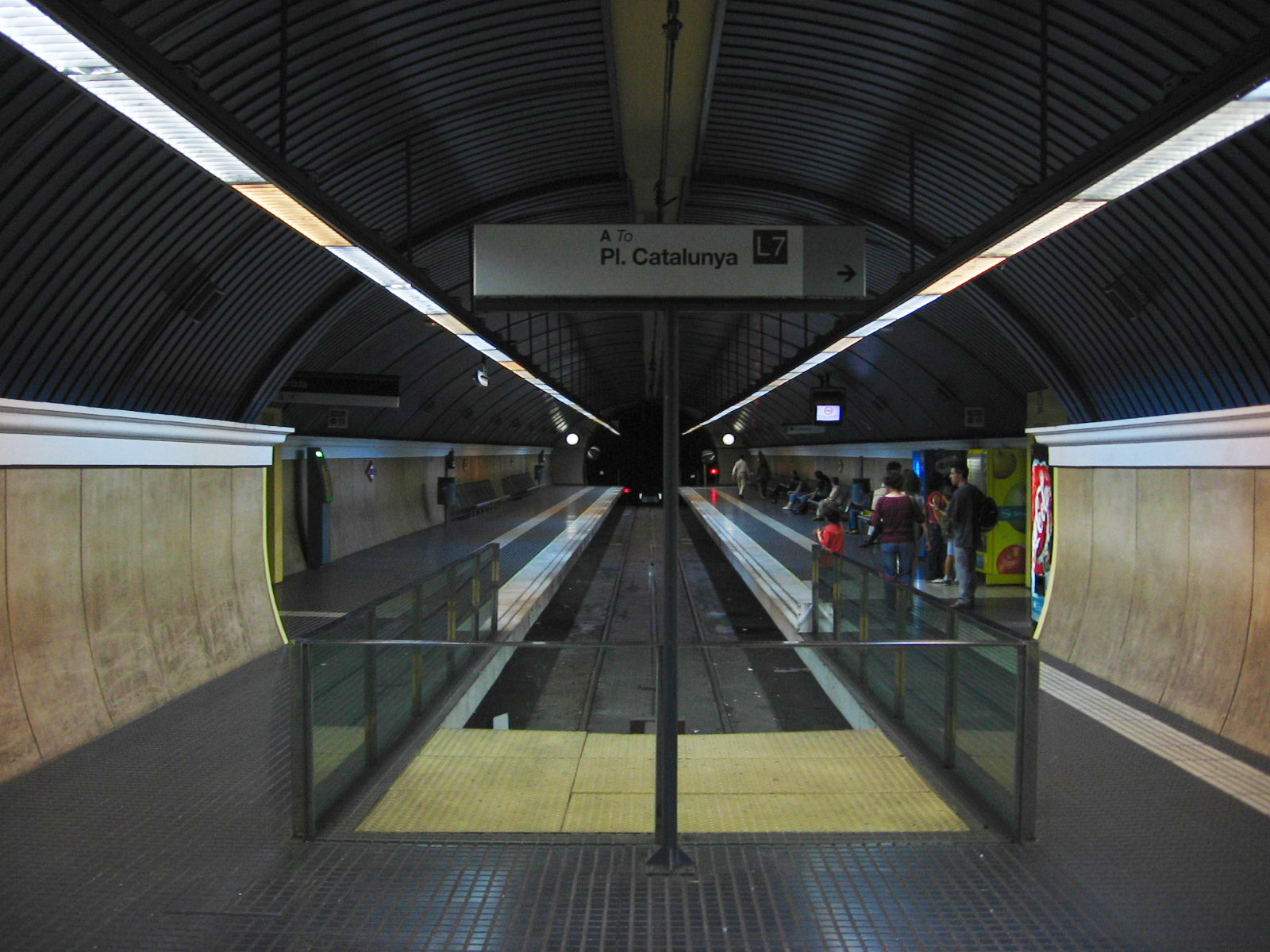
Avinguda Tibidabo
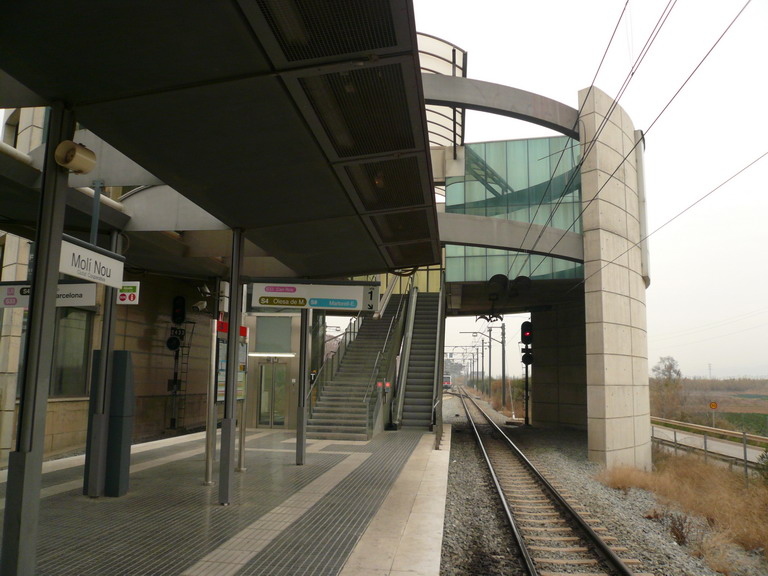
Molí Nou
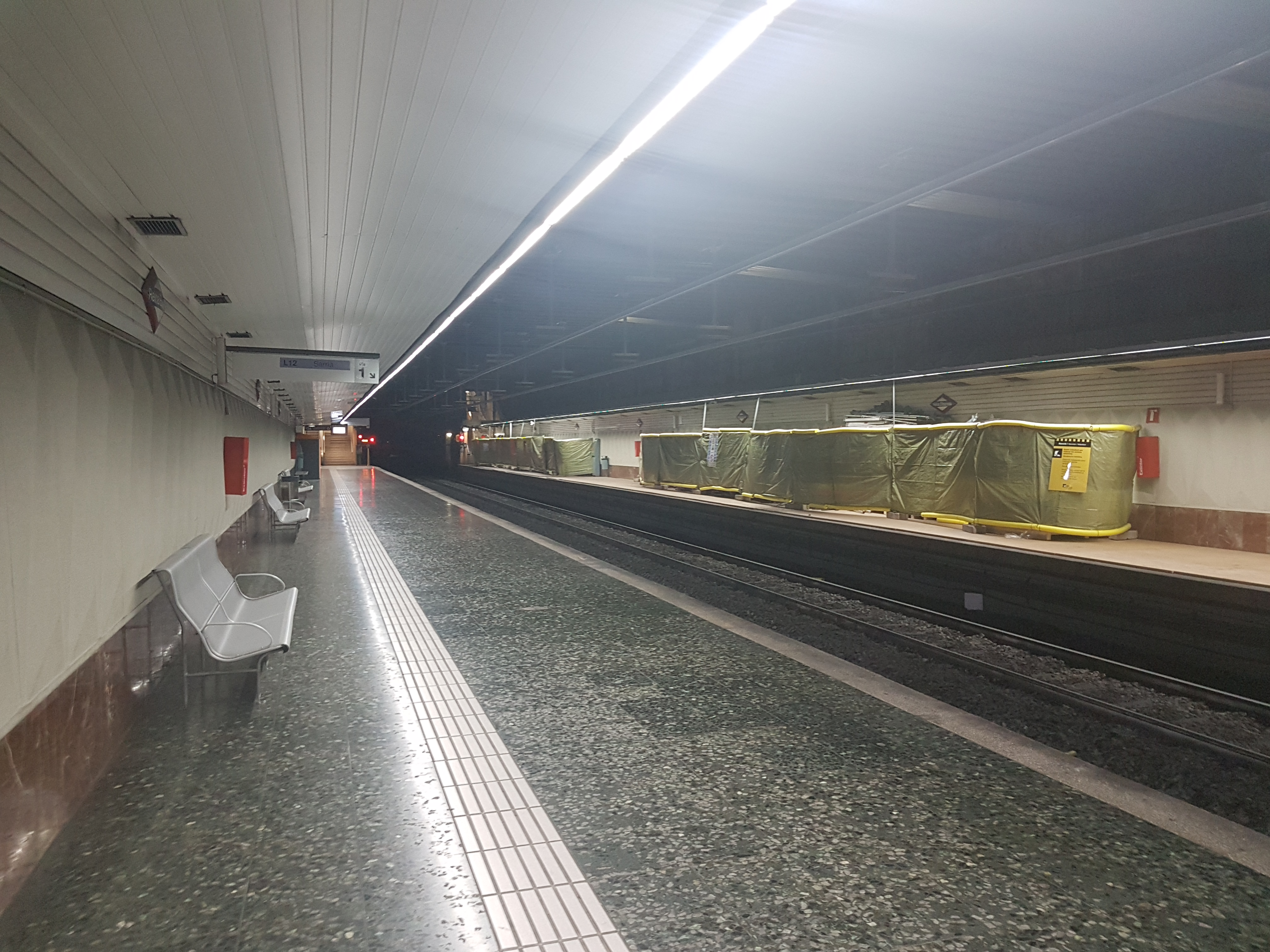
Reina Elisenda

### Ligne Barcelone - Vallès
| Ligne | Route                                                  |
|       | Barcelone-Plaça de Catalunya - Terrassa-Nacions-Unides |
|       | Barcelone-Plaça de Catalunya - Sabadell-Parc del Nord  |

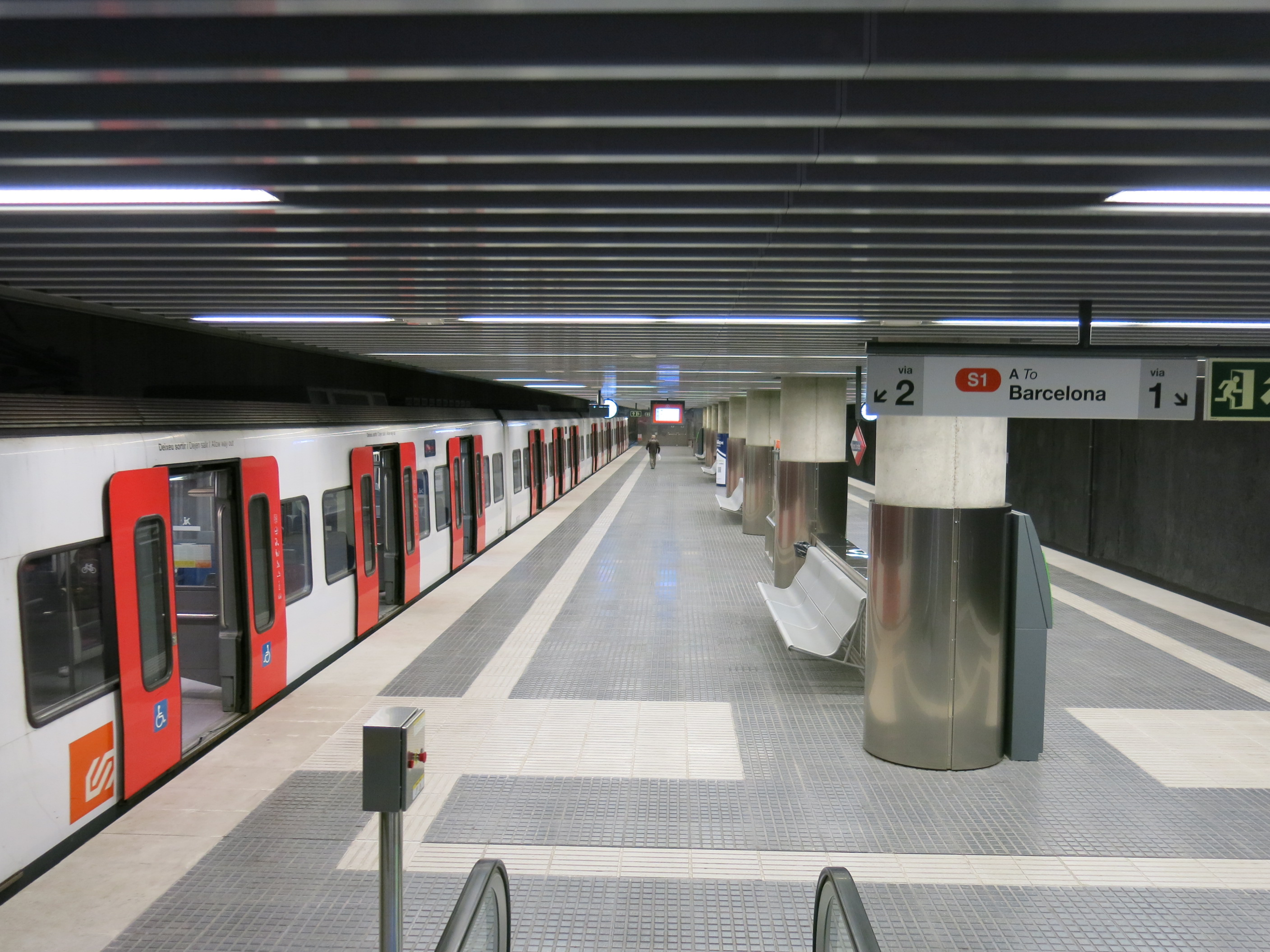
Terrassa Nacions Unides.
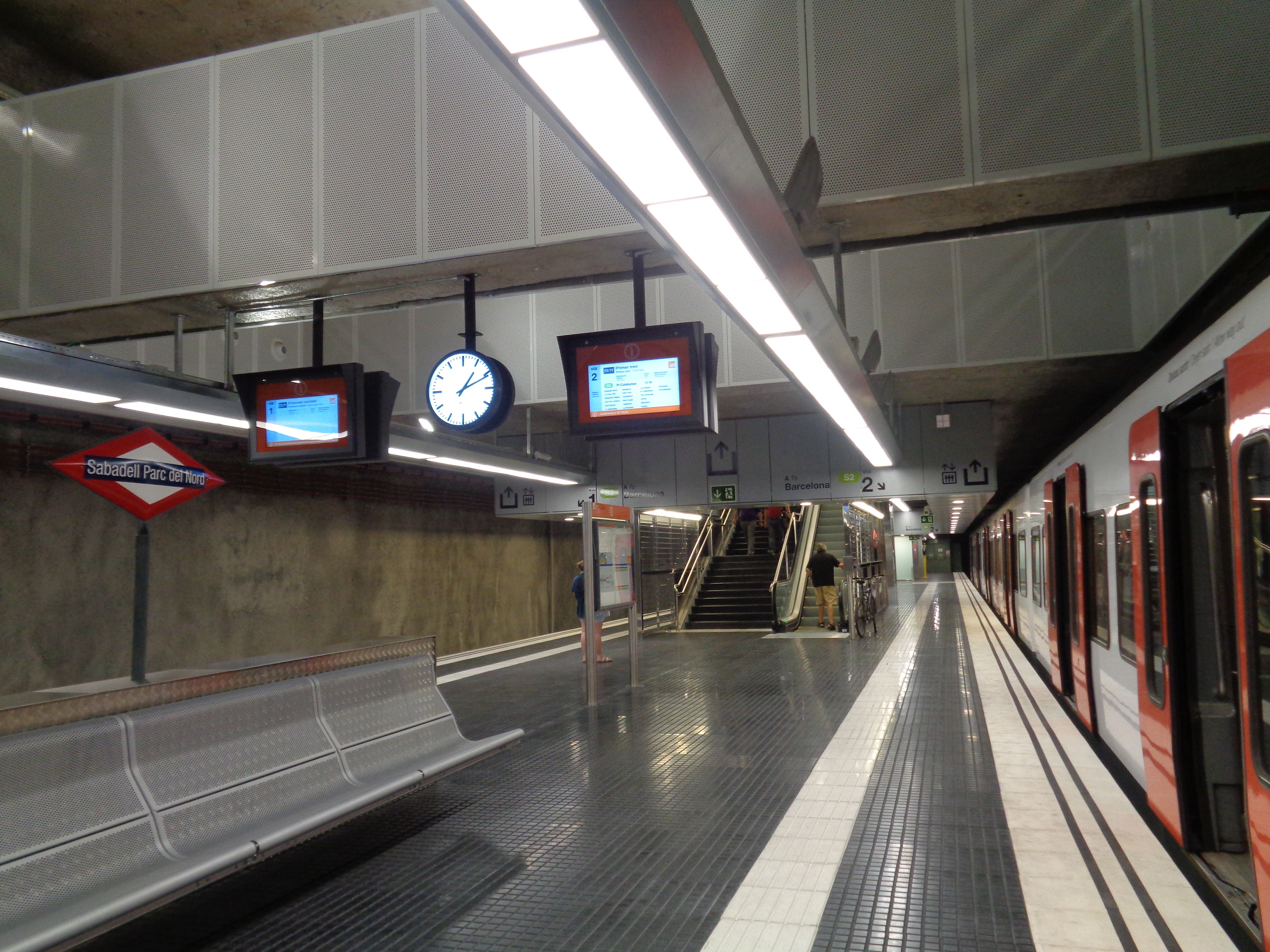
Sabadell Parc del Nord
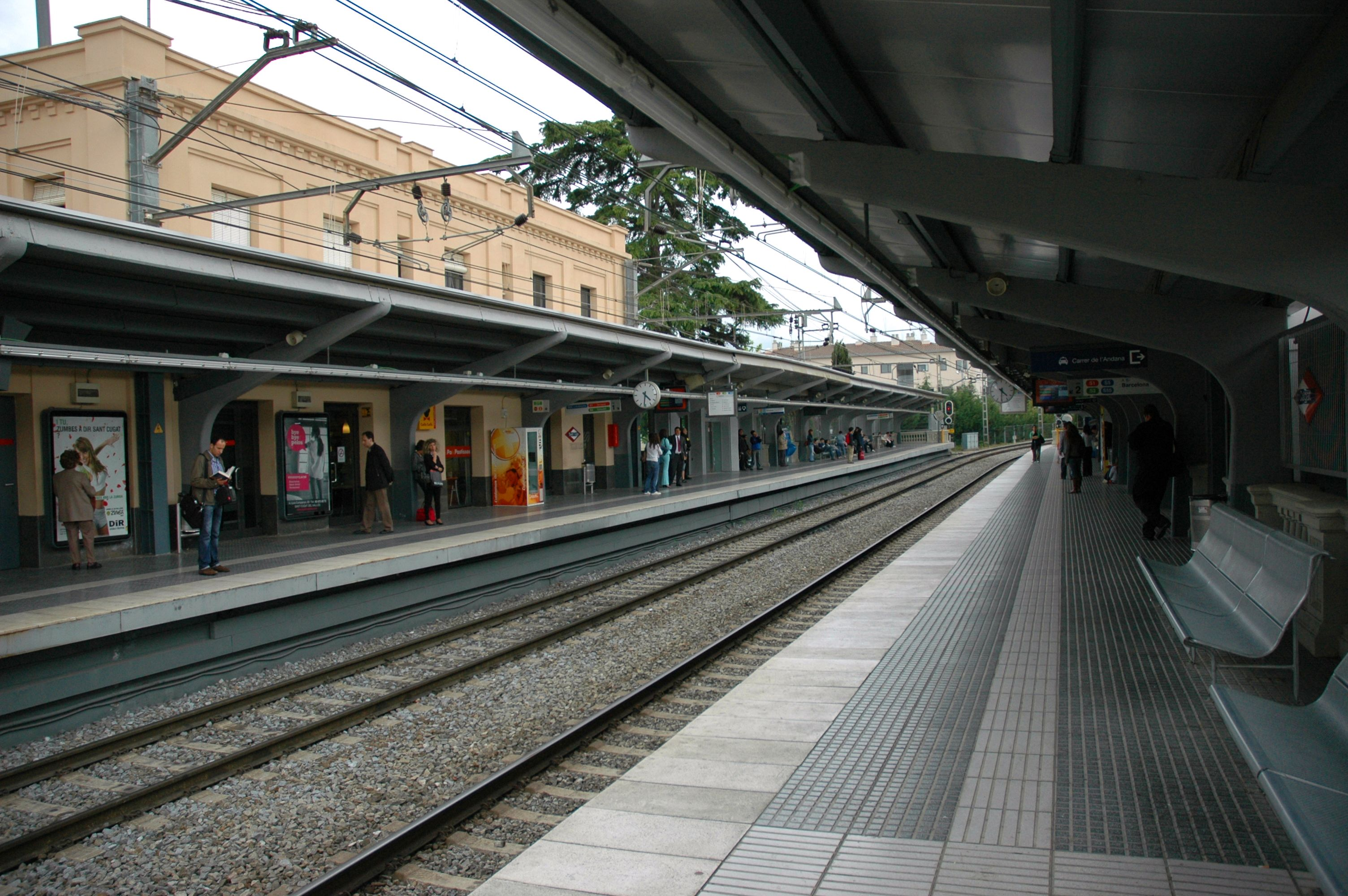
Sant Cugat

### Ligne Llobregat - Anoia
| Ligne | Route                                                        |
|       | Barcelone-Plaça d'Espanya - Can Ros                          |
|       | Barcelone-Plaça d'Espanya - Olesa de Montserrat              |
|       | Barcelone-Plaça d'Espanya - Martorell Enllaç                 |
|       | Barcelone-Plaça d'Espanya - Quatre Camins                    |
|       | Barcelone-Plaça d'Espanya - Manresa Baixador                 |
|       | Barcelone-Plaça d'Espanya - Manresa Baixador (trajet allégé) |
|       | Barcelone-Plaça d'Espanya - Igualada                         |
|       | Barcelone-Plaça d'Espanya - Igualada (trajet allégé)         |

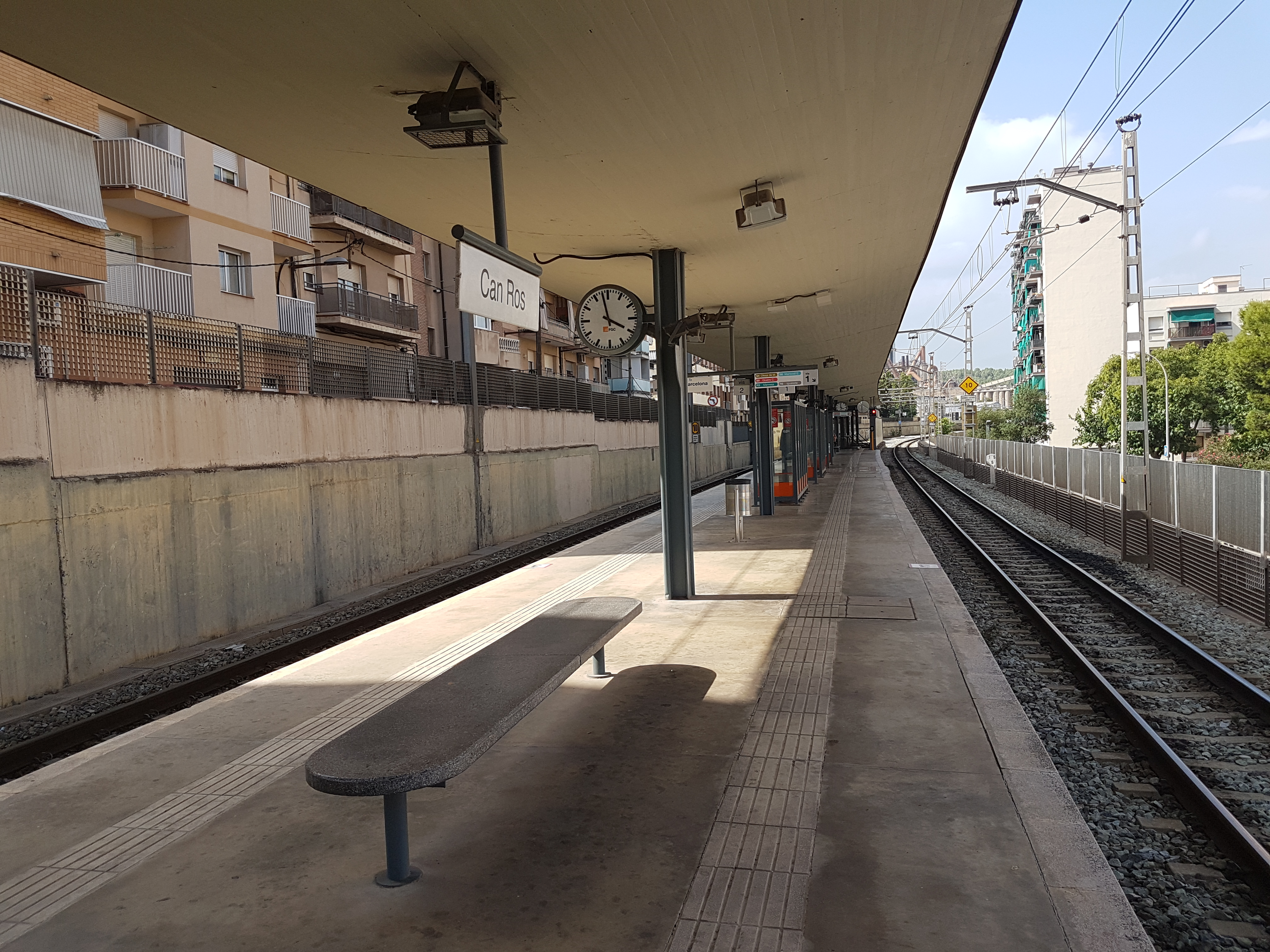
Can Ros
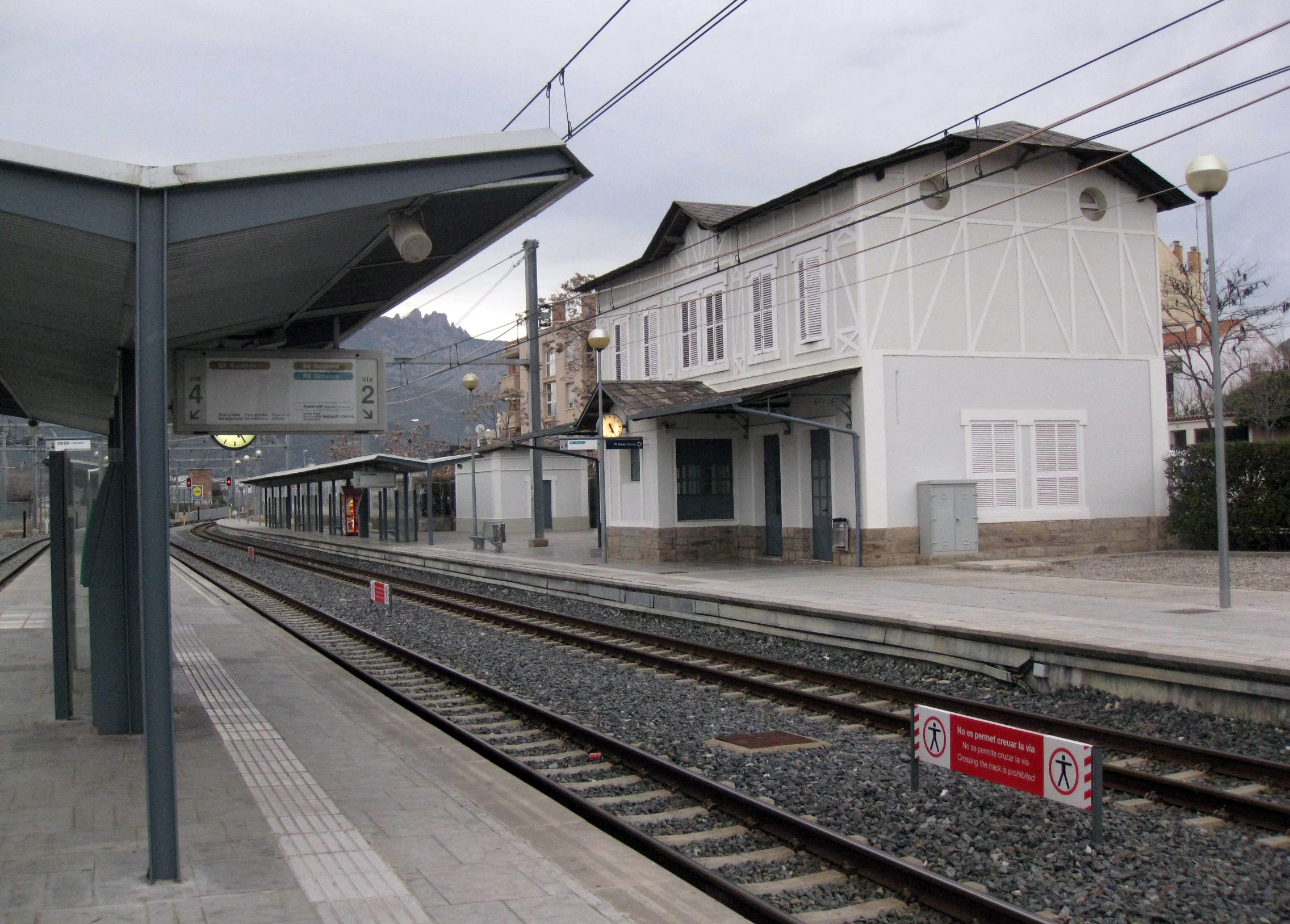
Olesa de Montserrat
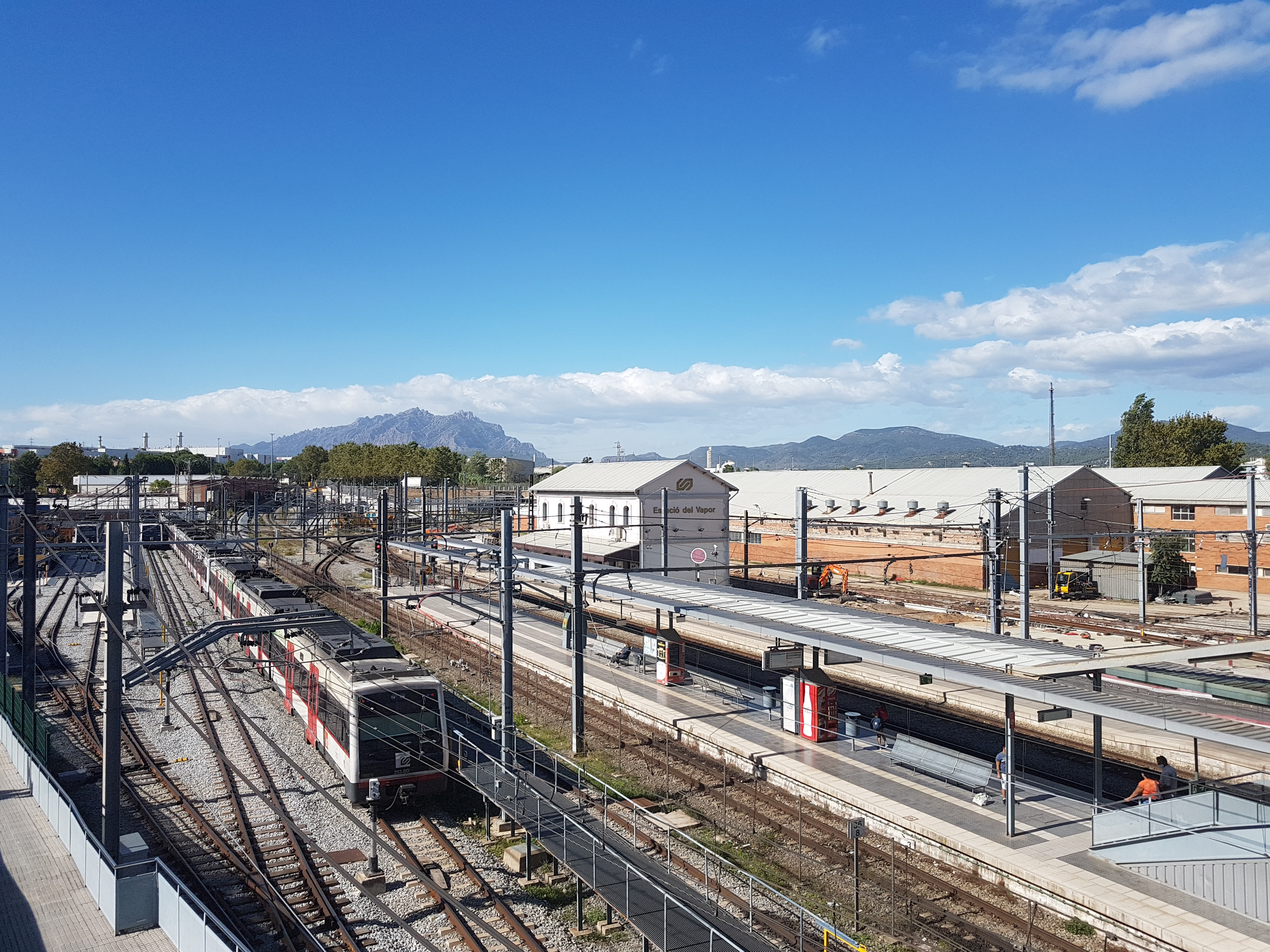
Martorell Enllaç
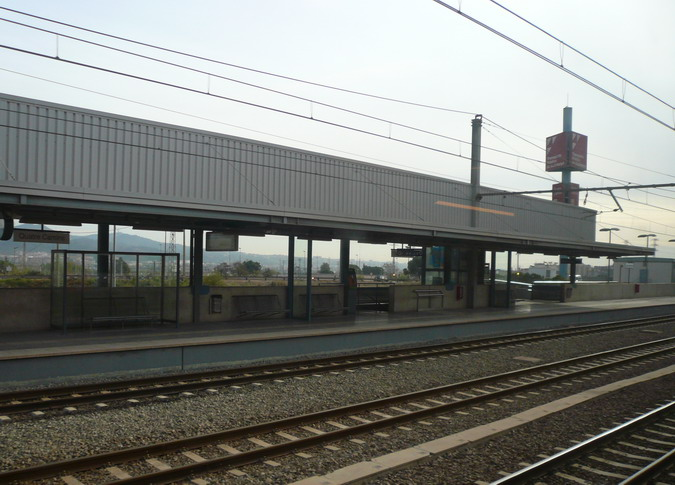
Quatre Camins
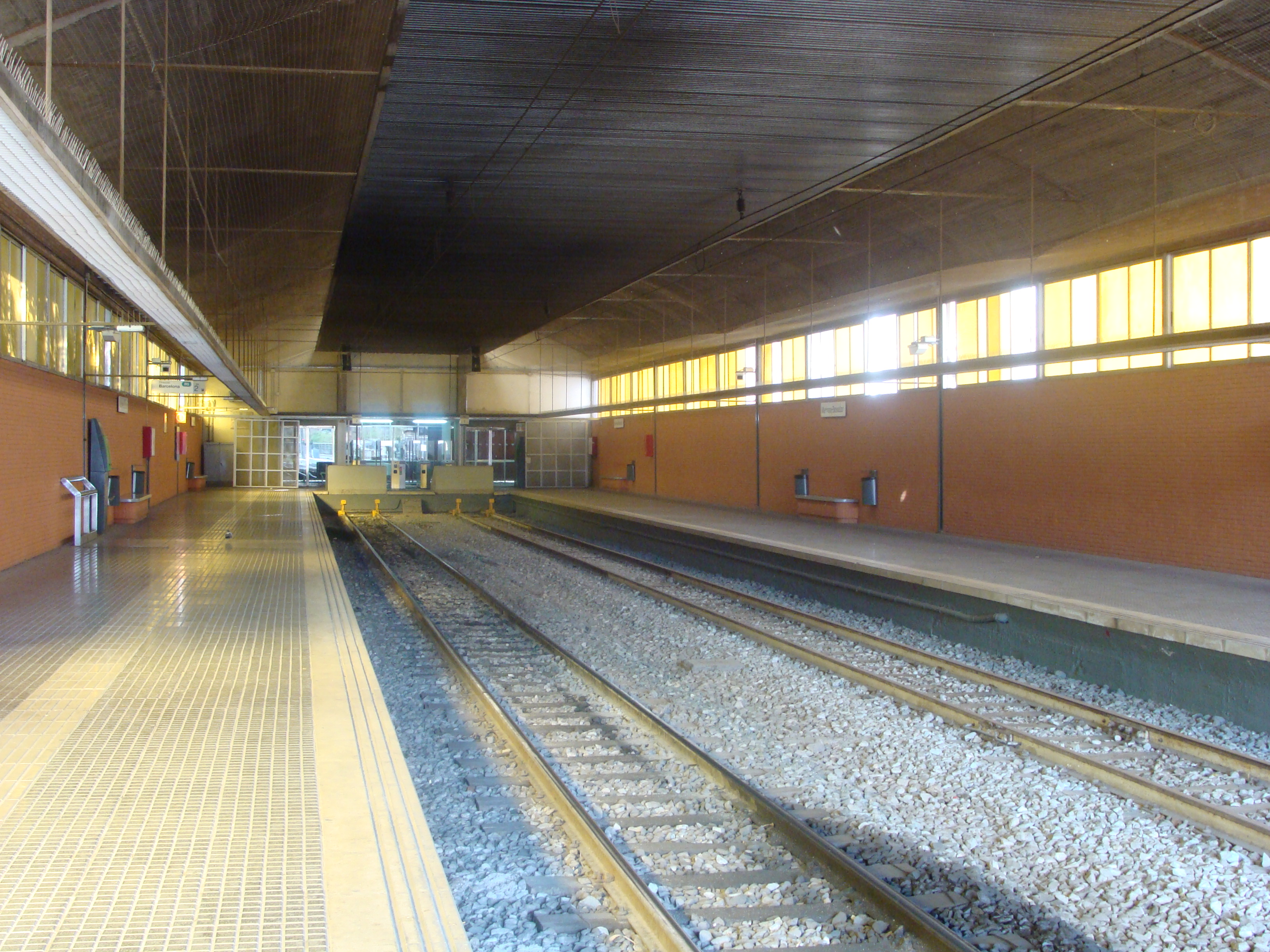
Manresa Baixador
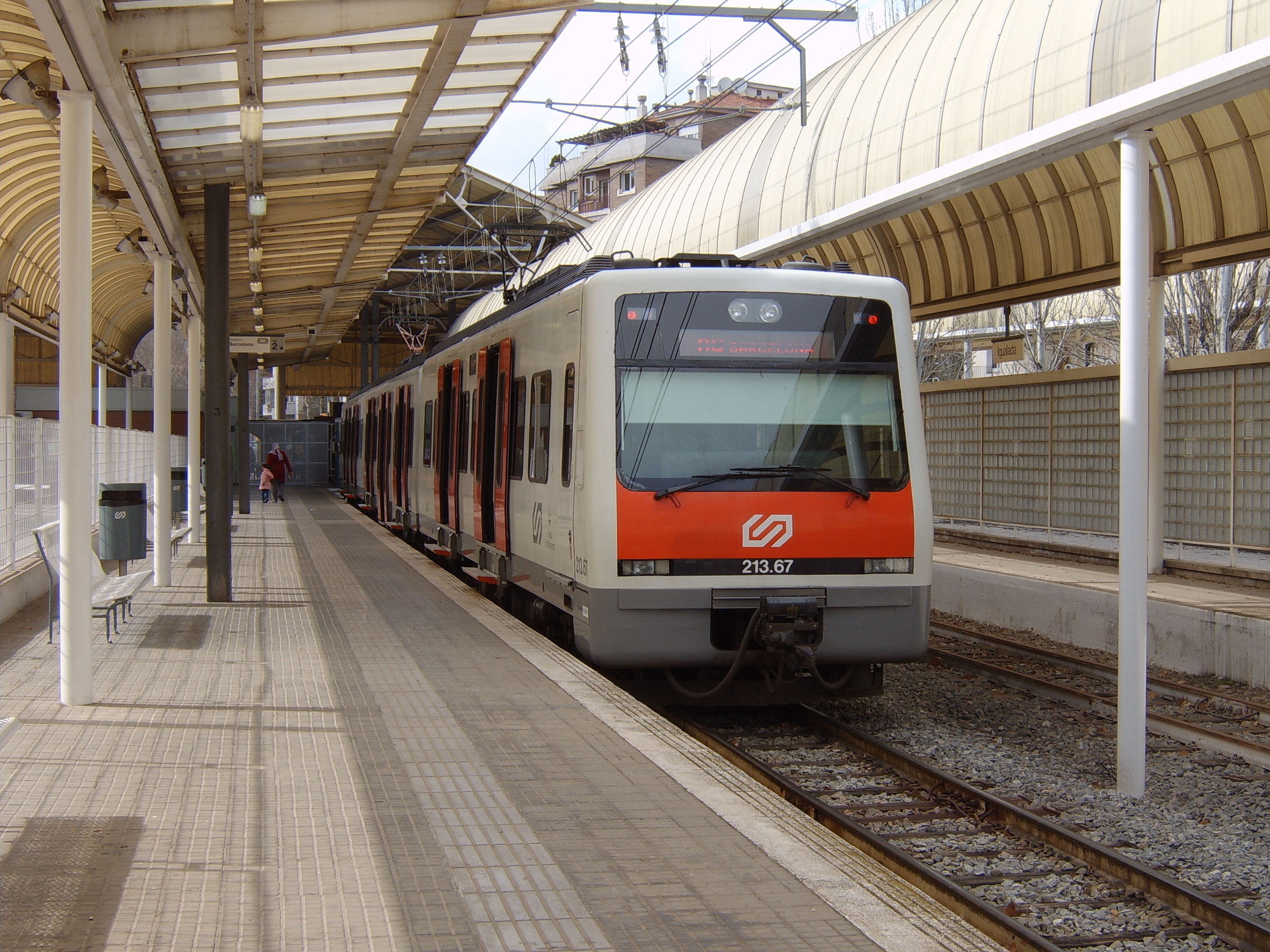
Igualada

## Matériel roulant
Les FGC utilisent actuellement :
- Sur la ligne Barcelone - Vallès des trains de la série 112 , 113, 114 et 115.
- Sur la ligne Llobregat - Anoia des trains de la série 213.
- Sur la ligne Lérida - La Pobla de Segur des trains de la série 331 ou 592.200
- Sur la ligne à crémaillère de Montserrat 5 automoteurs articulés
- Sur la ligne à crémaillère de Nuria 2 automoteurs articulés et 4 automoteurs doubles
- Sur le train touristique de La Pobla de Lillet 2 locomotives et 4 wagons

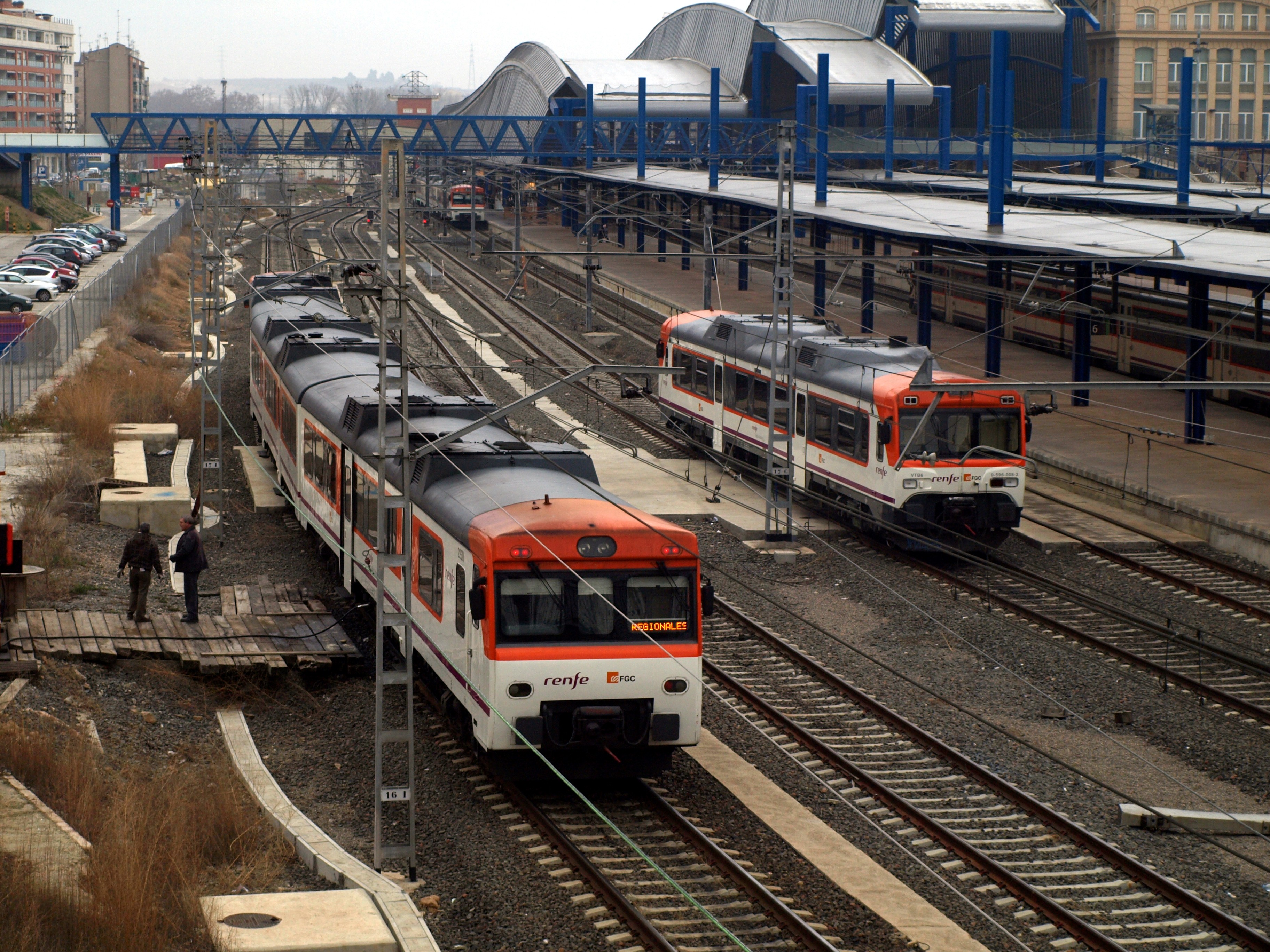
Trains 592.200 (à gauche et au fond) et 596 (à droite) : utilisés sur la ligne Lérida-La Pobla
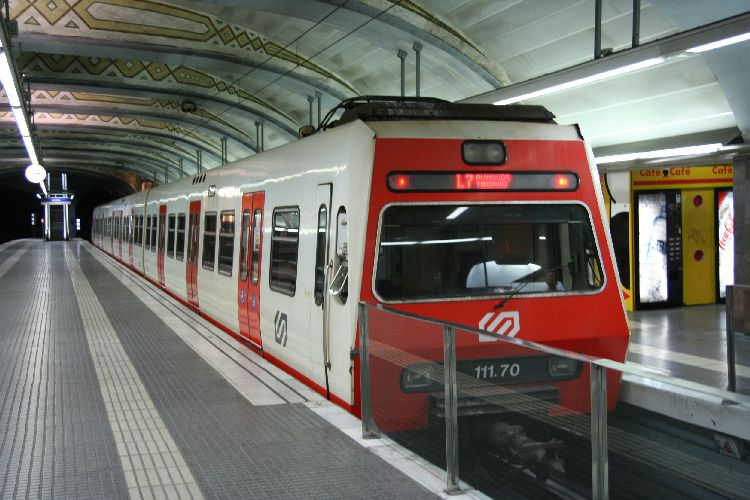
Série 111 : utilisée jusqu'en 2014 sur la ligne Barcelone - Vallès
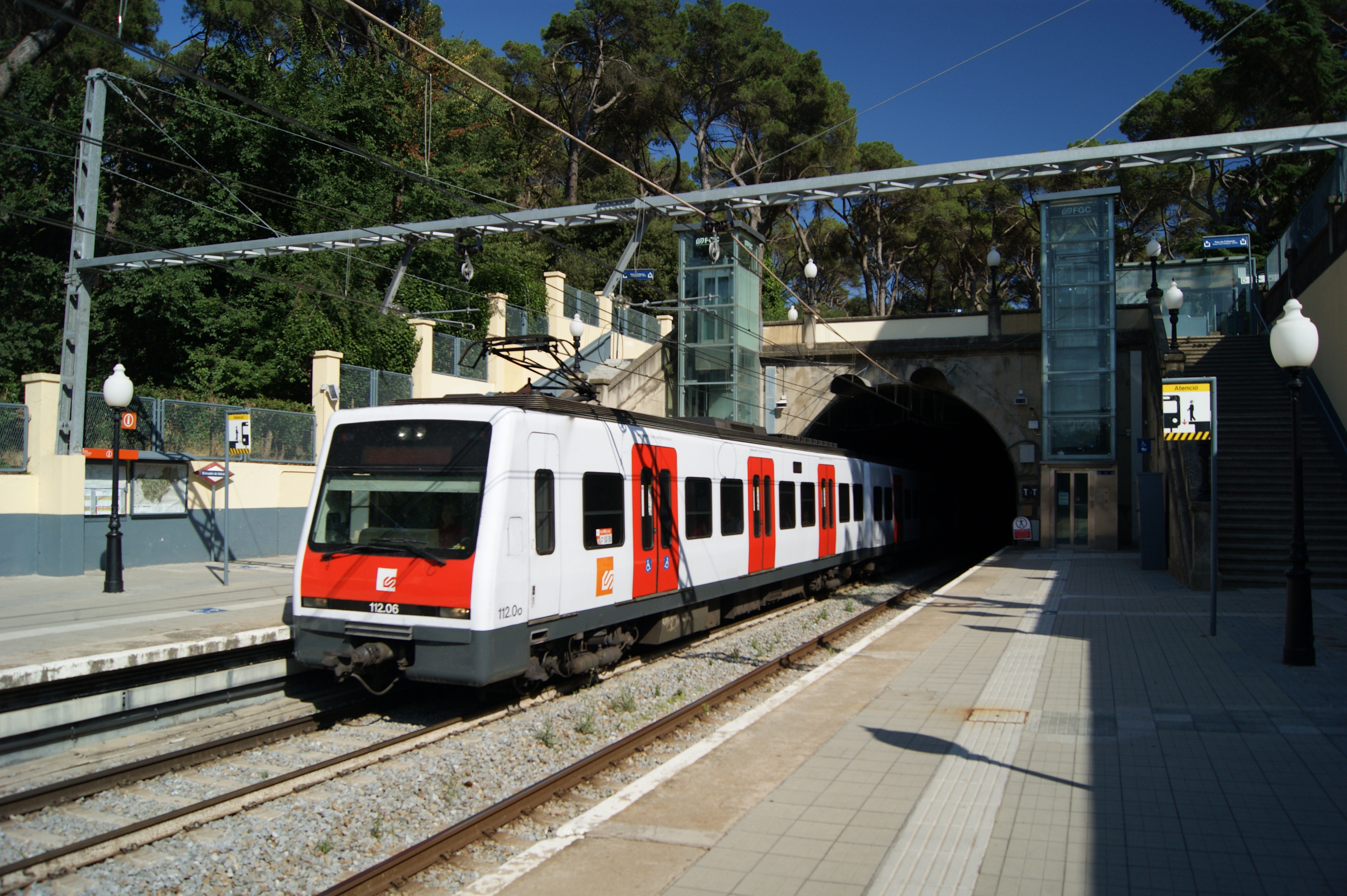
Serie 112 : utilisée sur la ligne Barcelone - Vallès
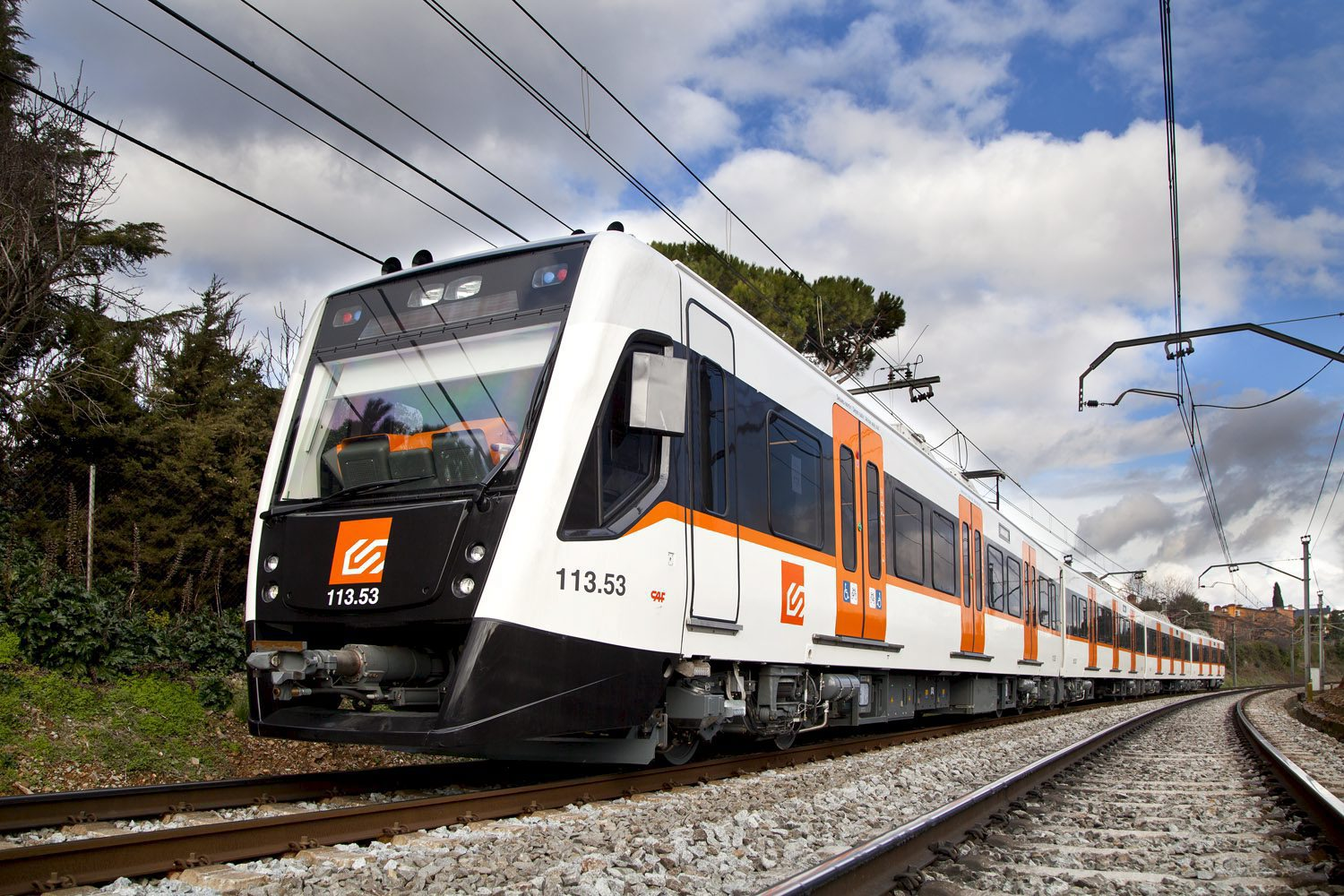
Serie 113 : utilisée sur la ligne Barcelone - Vallès
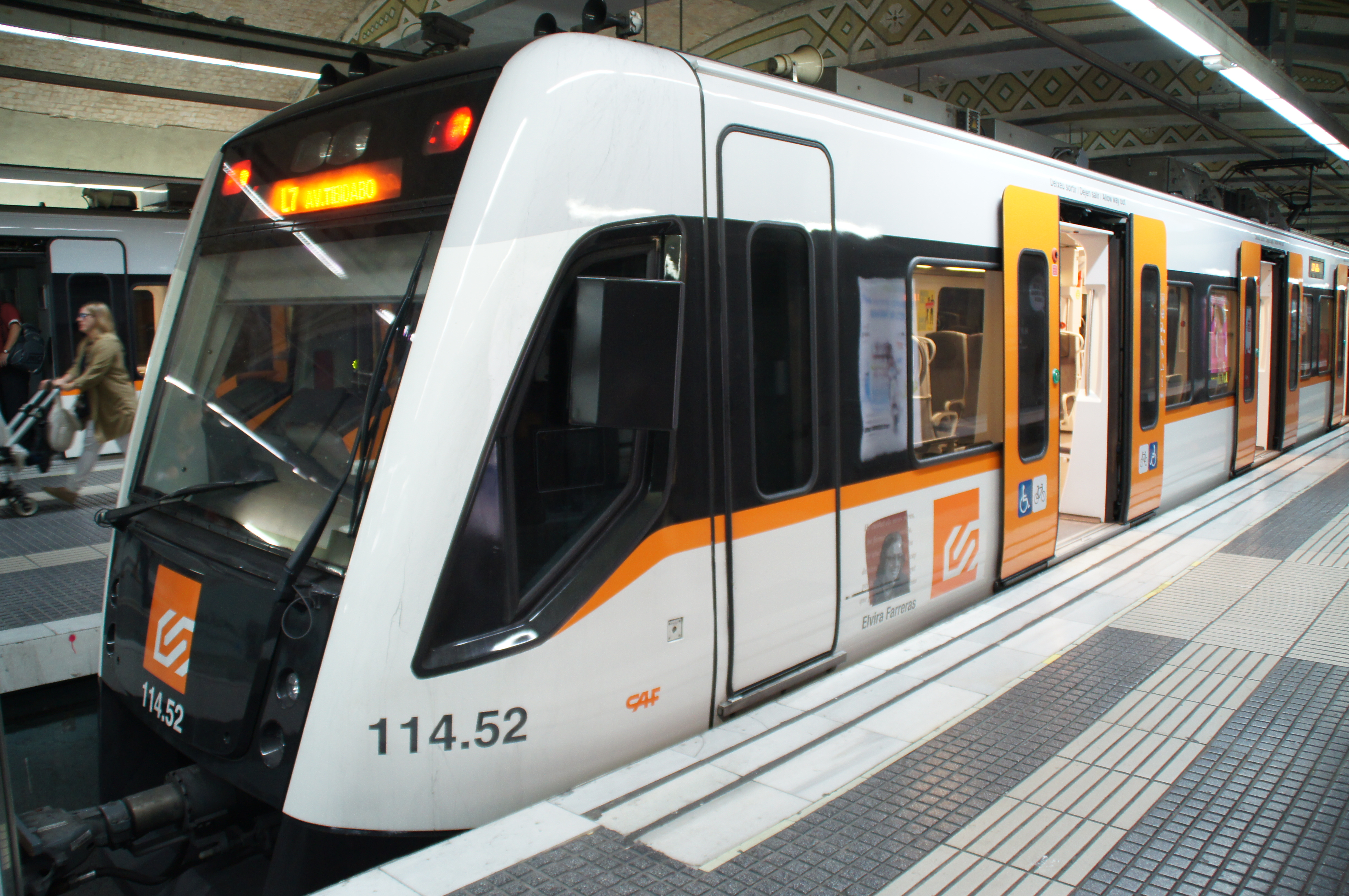
Serie 114 : utilisée sur la ligne Barcelone - Vallès
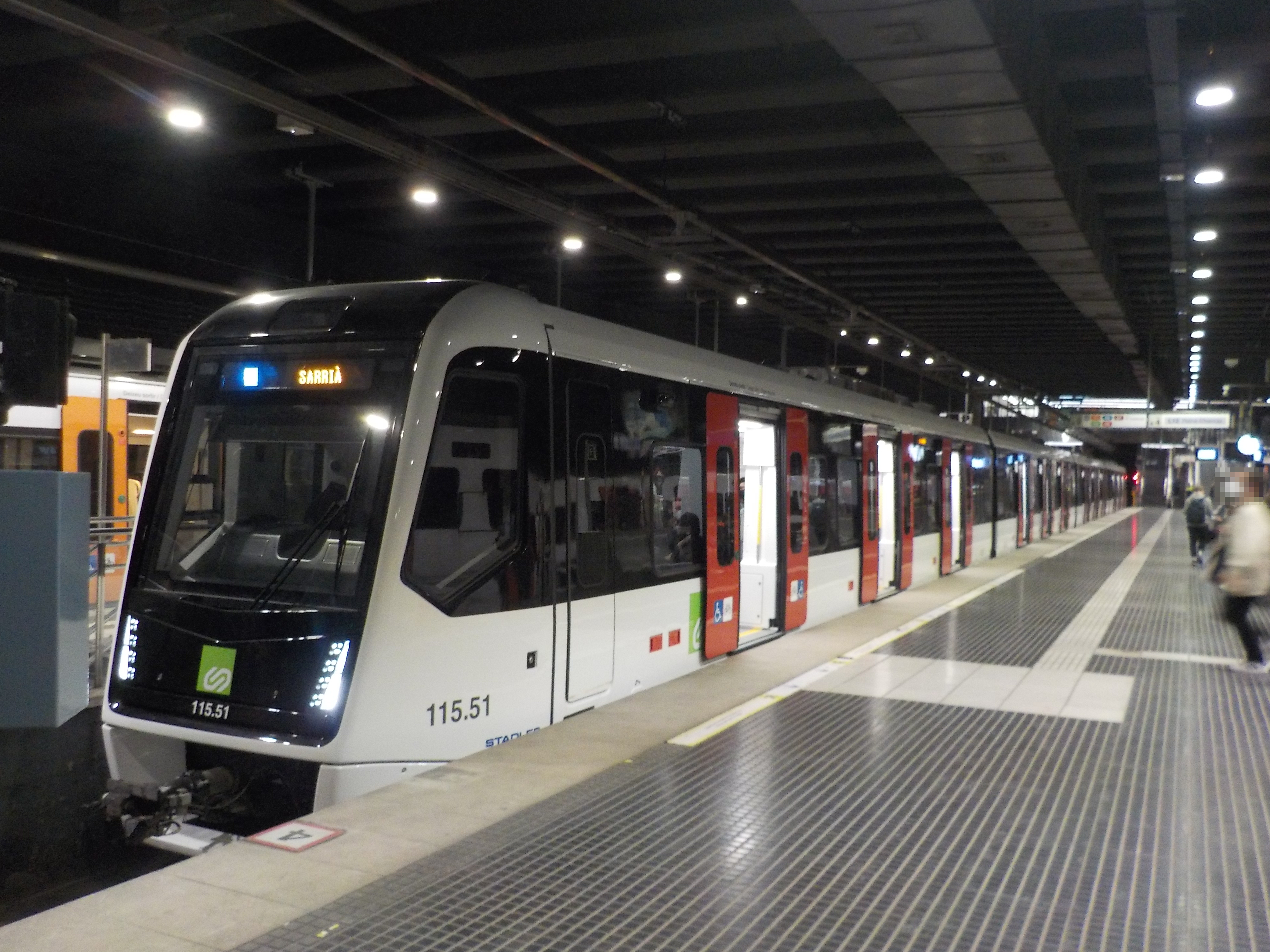
Serie 115 : utilisée sur la ligne Barcelone - Vallès
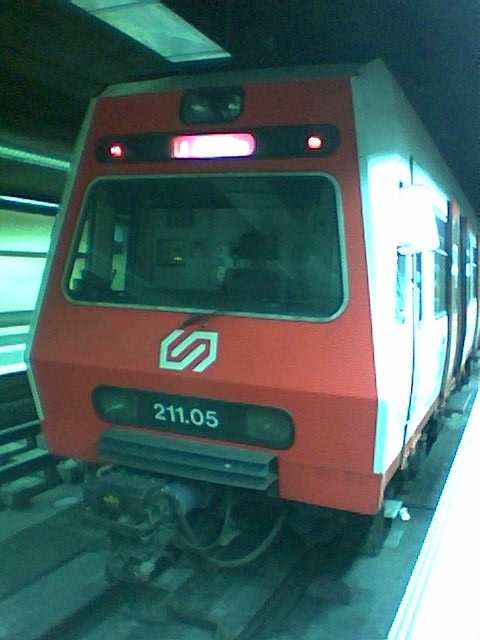
Série 211 : utilisée autrefois sur la ligne Llobragat - Anoia
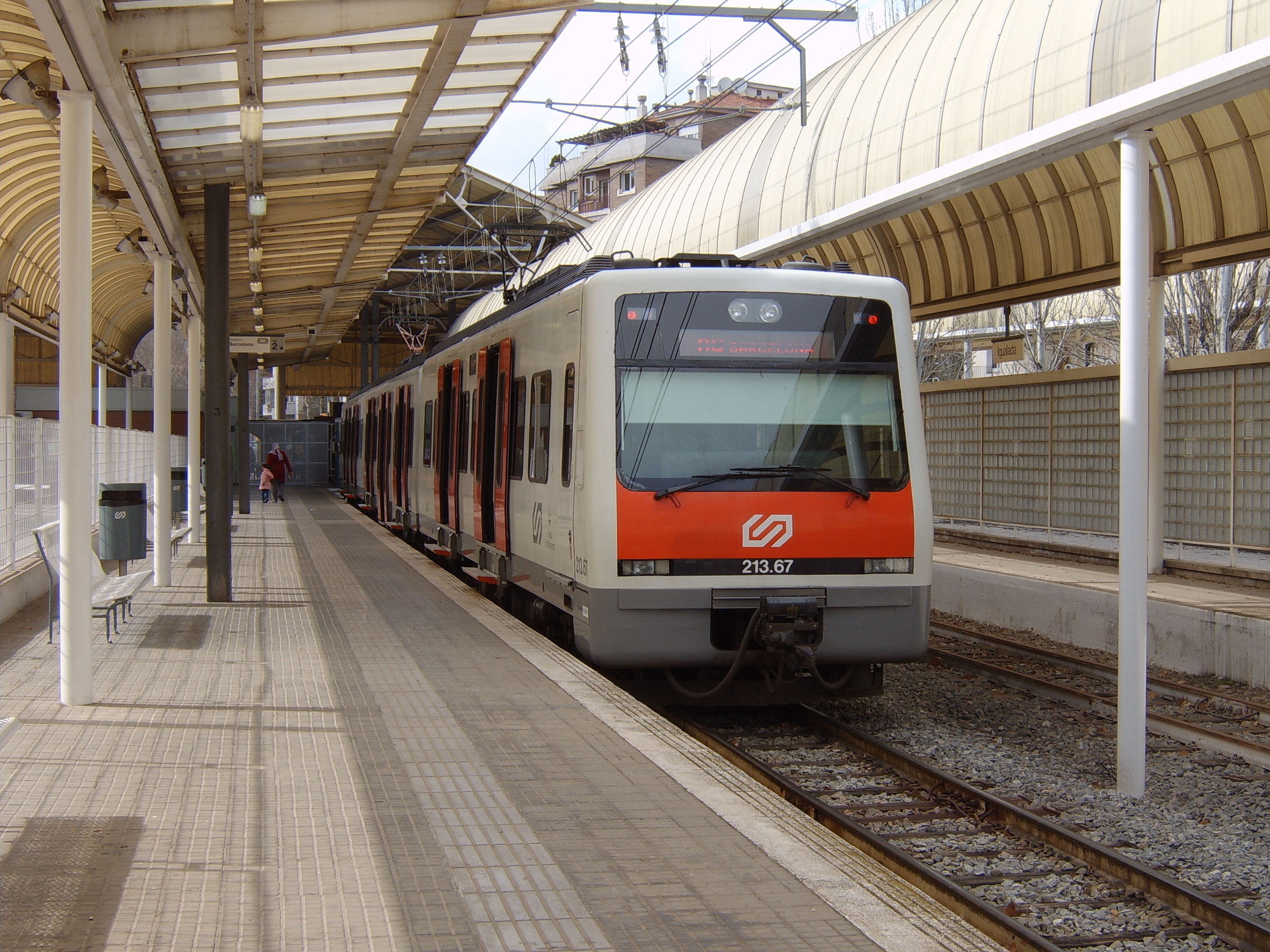
Série 213 : utilisée sur la ligne Llobregat - Anoia
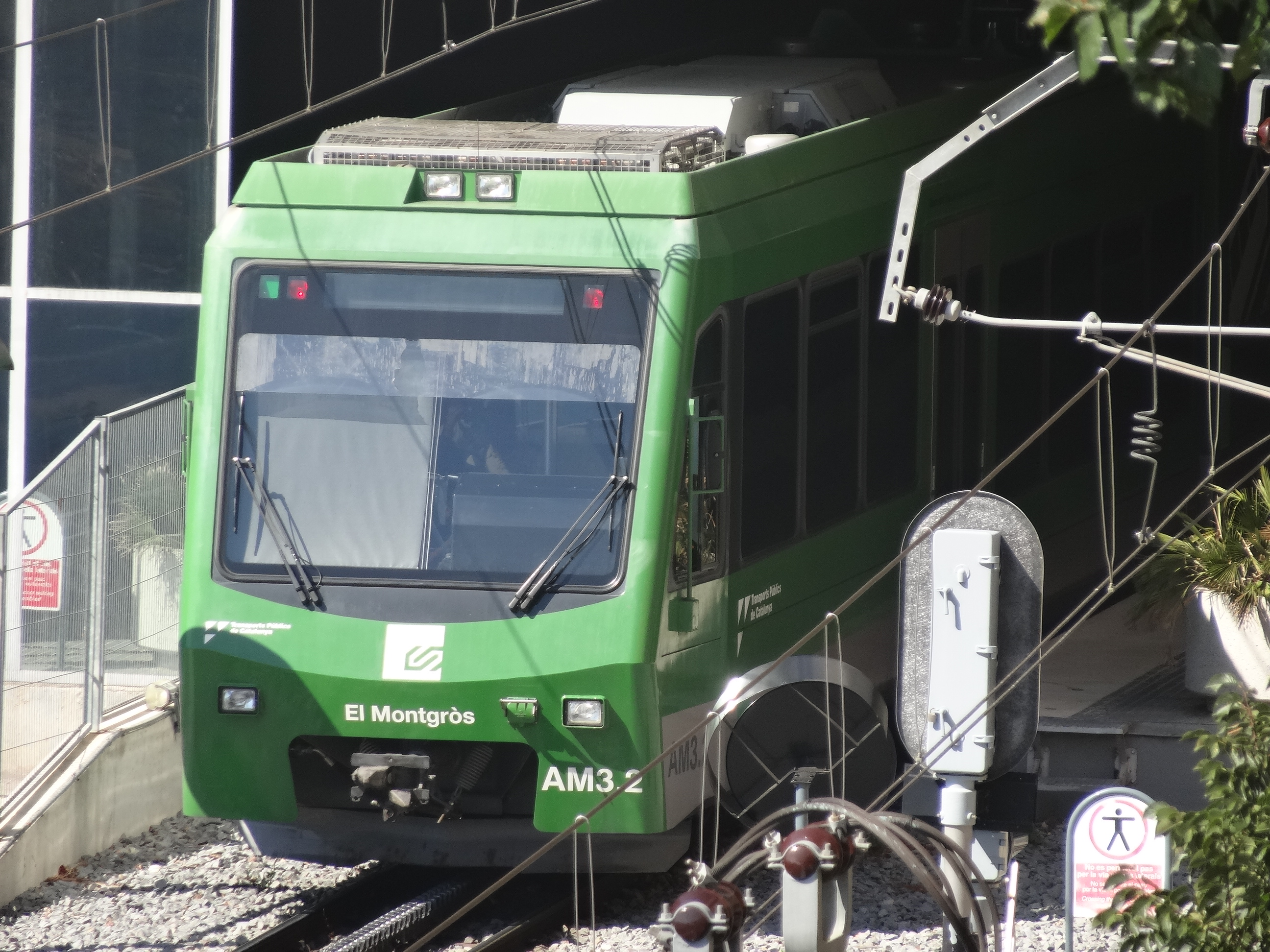
Automoteur articulé utilisé sur la ligne à crémaillère de Montserrat
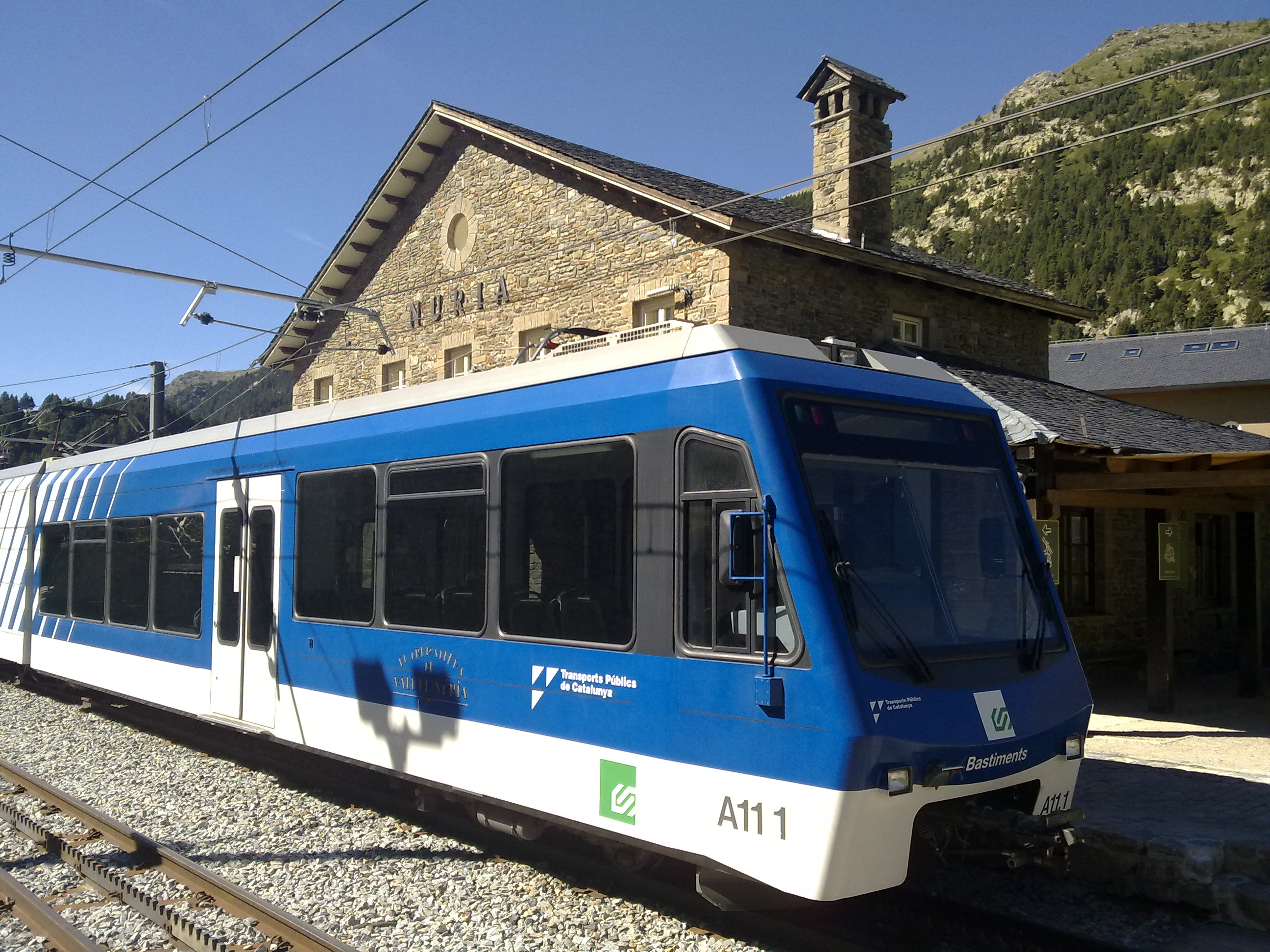
Automoteur articulé utilisé sur la ligne à crémaillère de Nuria
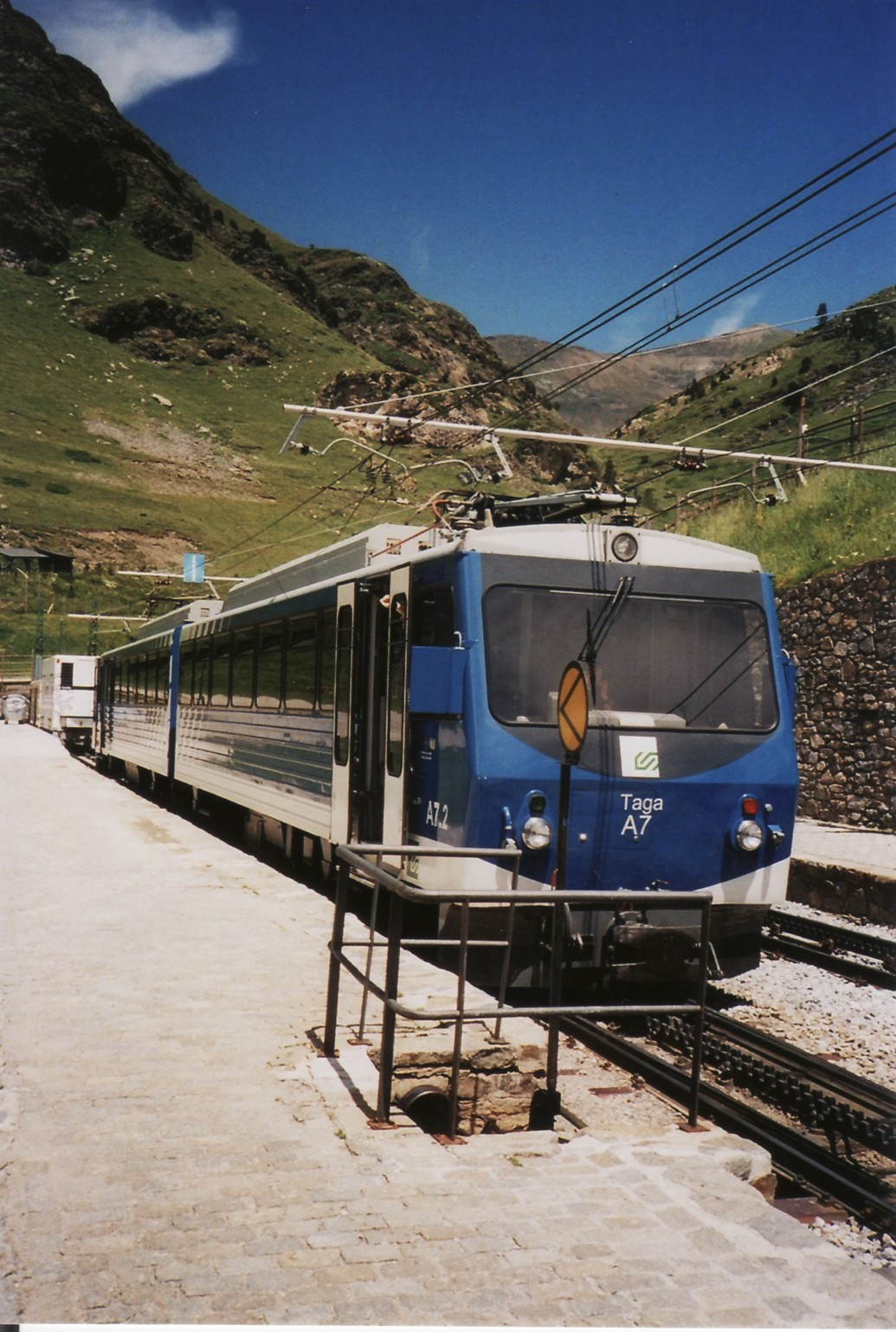
Automoteur  doubleutilisé sur la ligne de Nuria
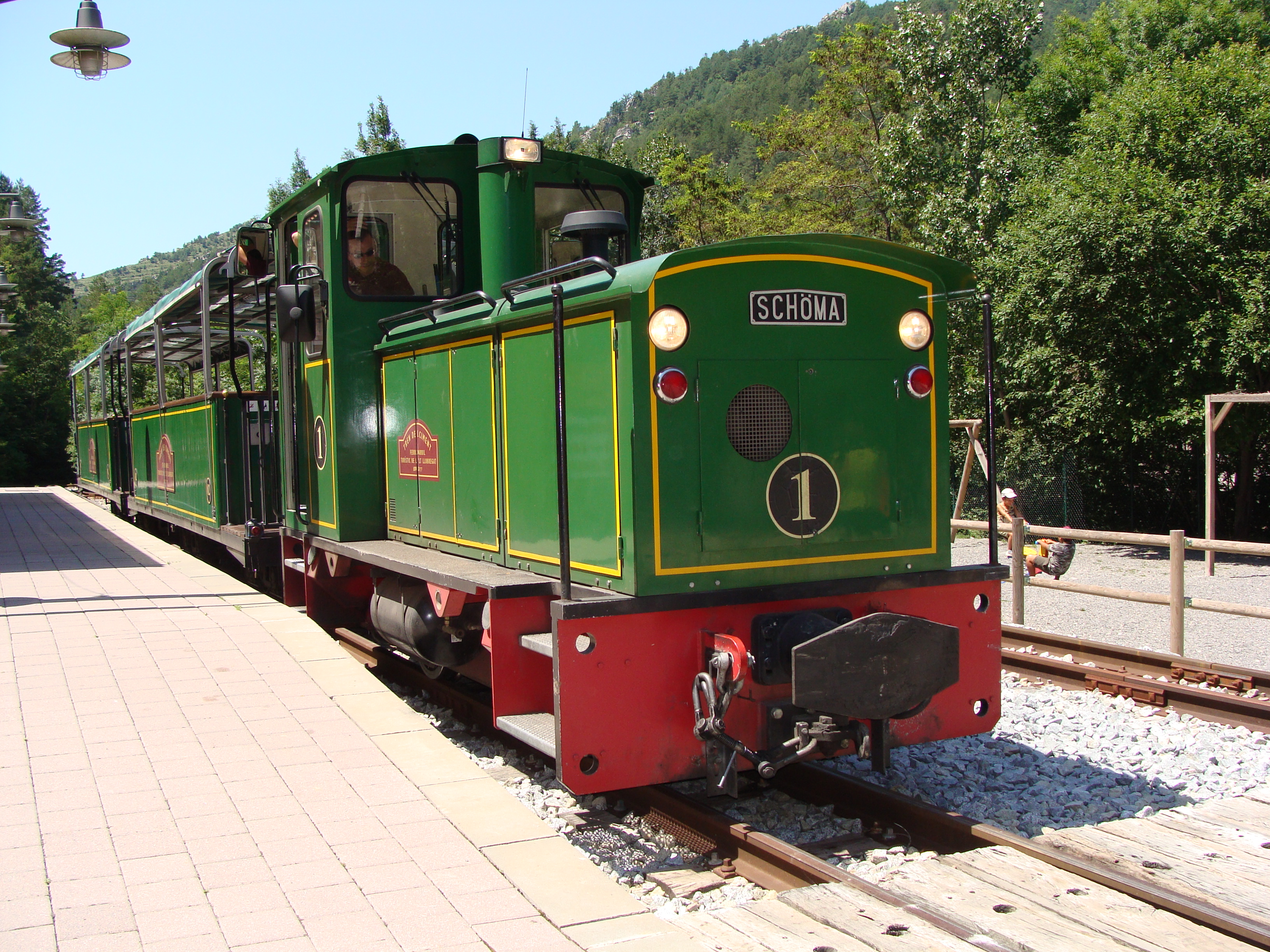
Train touristique FGC de la Pobla de Lillet

## Matériel historique
Les FGC conservent plusieurs rames historiques :
- Sur la ligne Barcelone - Vallès : le Brill 18, le Brill 301 ainsi que plusieurs Granotas
- Sur la ligne Llobregat - Anoia : un 5000, des locomotives à vapeur ainsi que la Patxanga
- Sur la ligne à crémaillère de Nuria : plusieurs locomotives et wagons

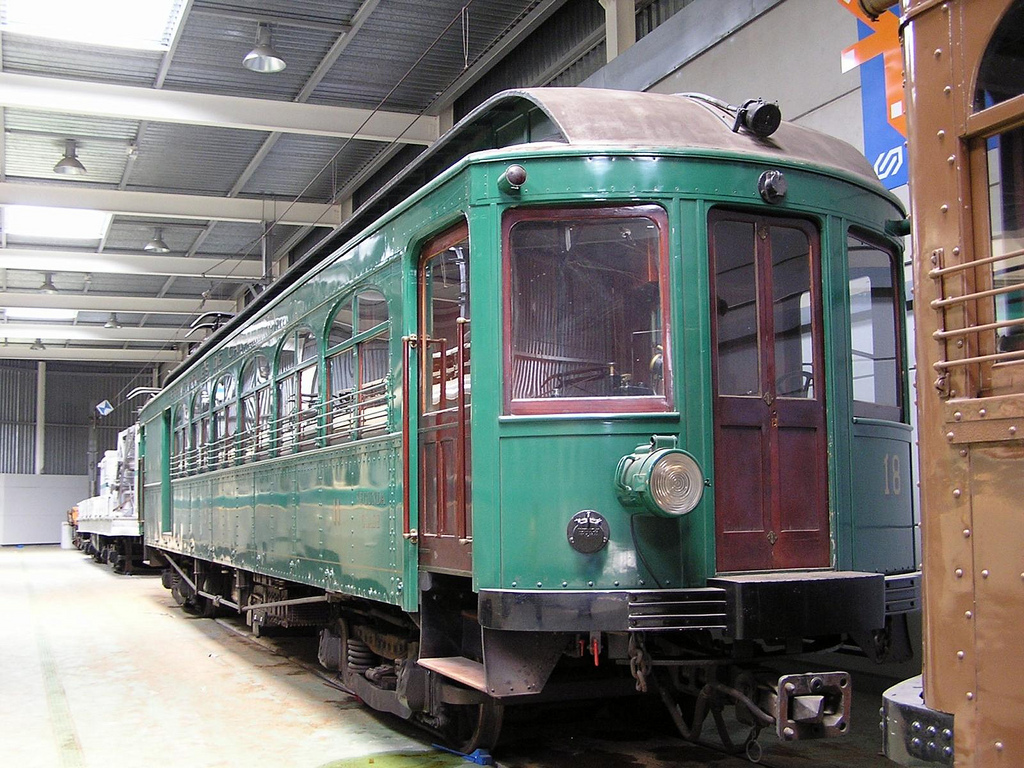
Le Brill 18
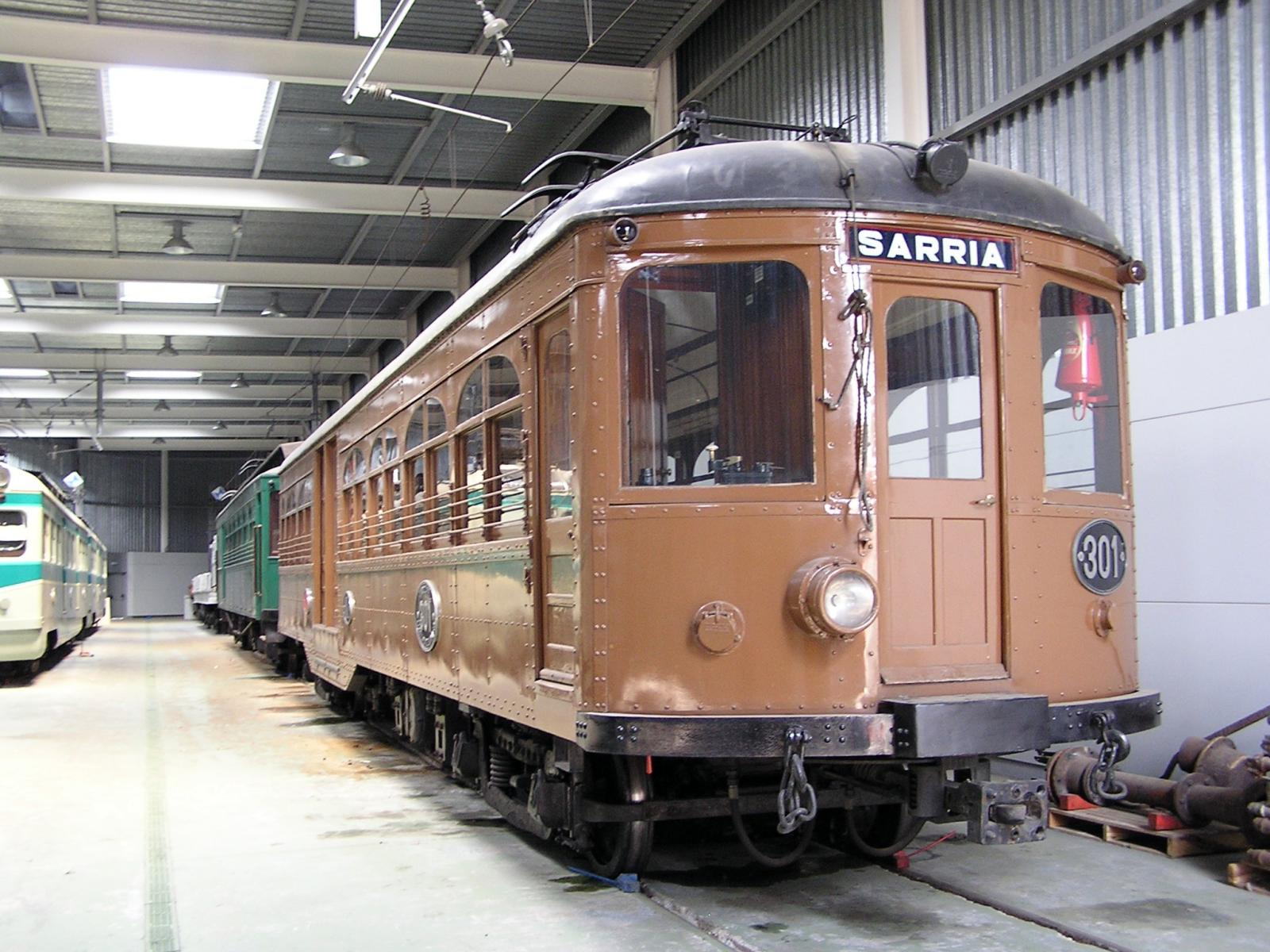
Le Brill 301
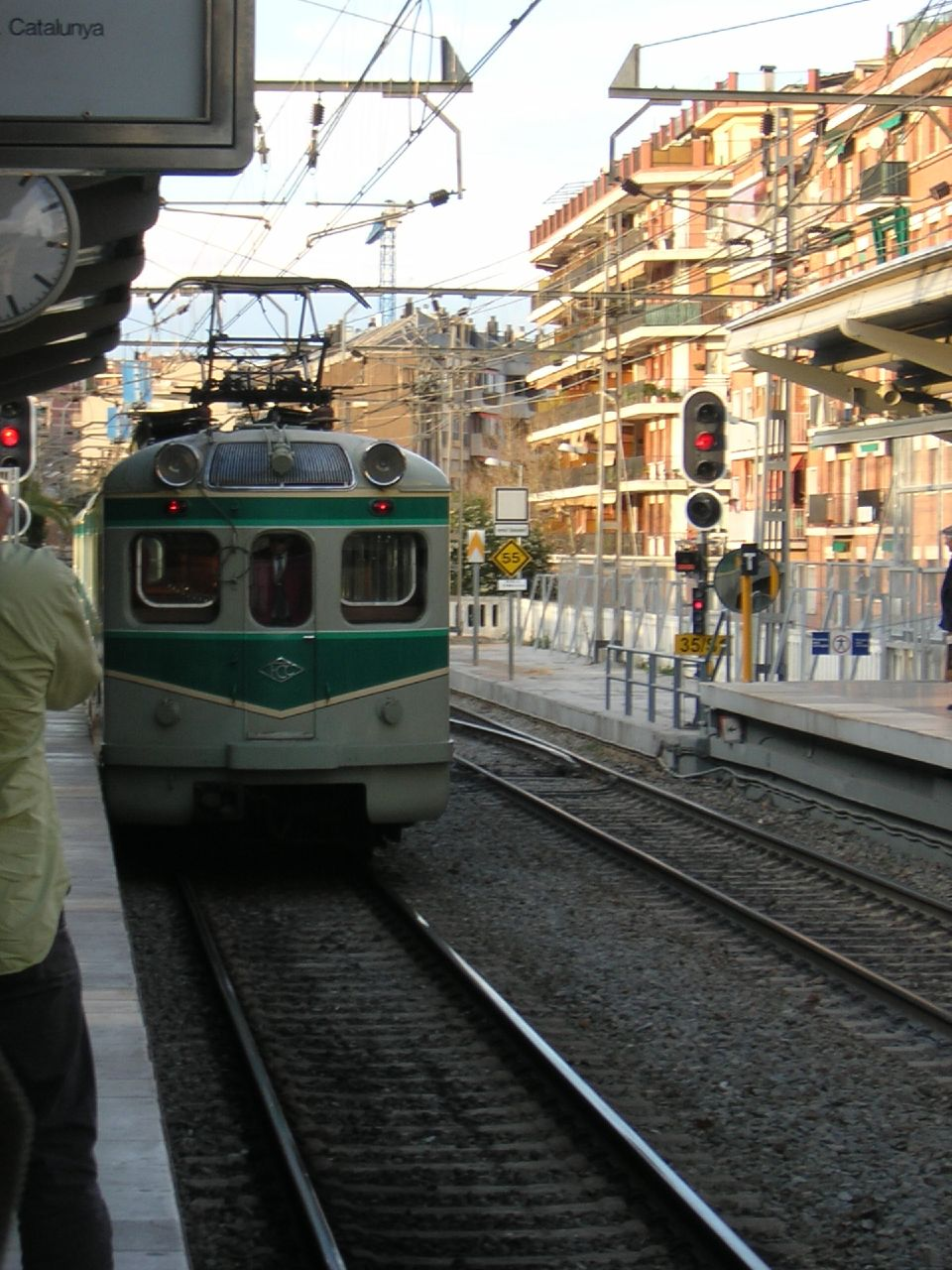
Une unité 400 surnommée Granotas
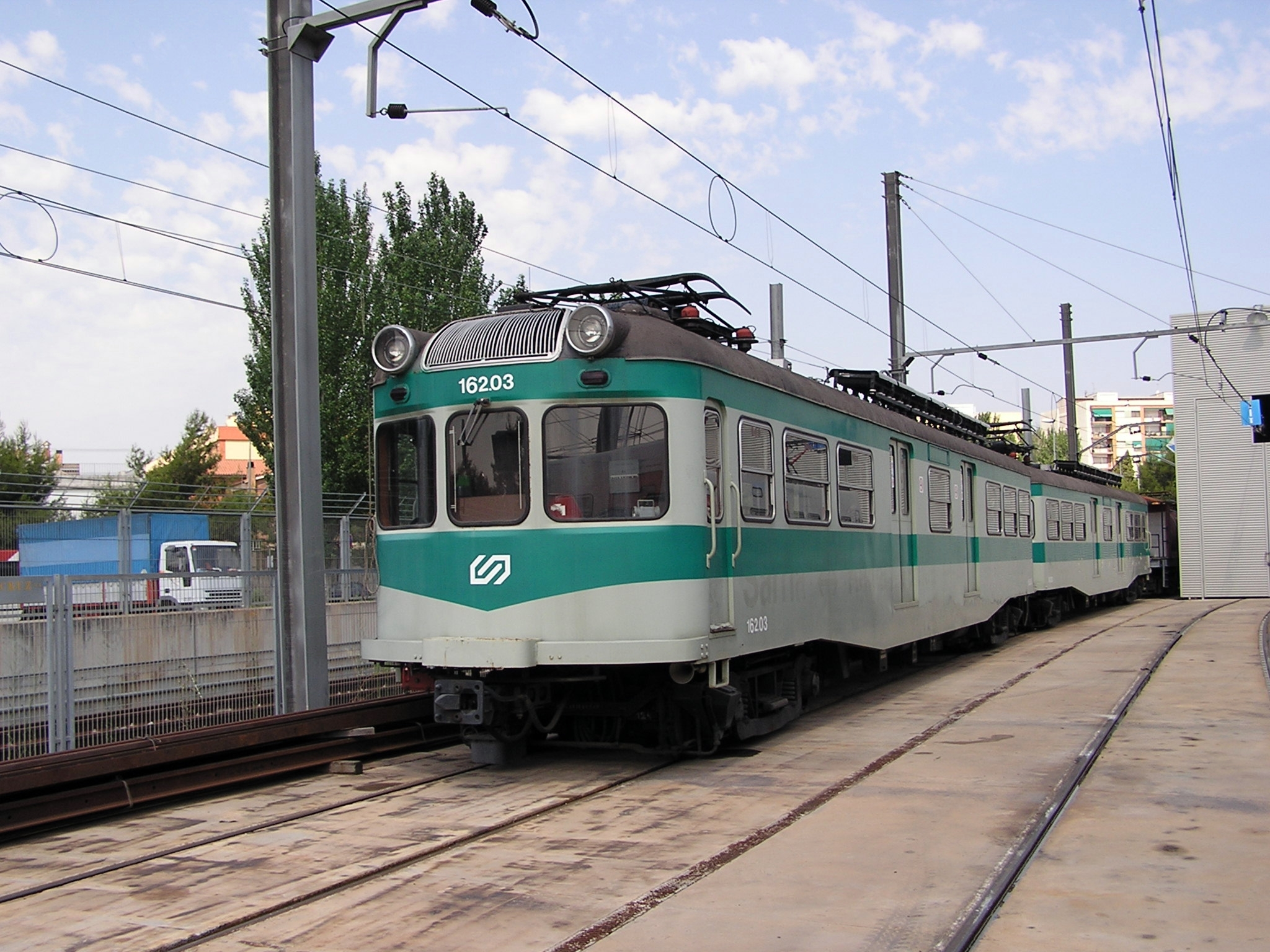
Une autre vue d'une Granota
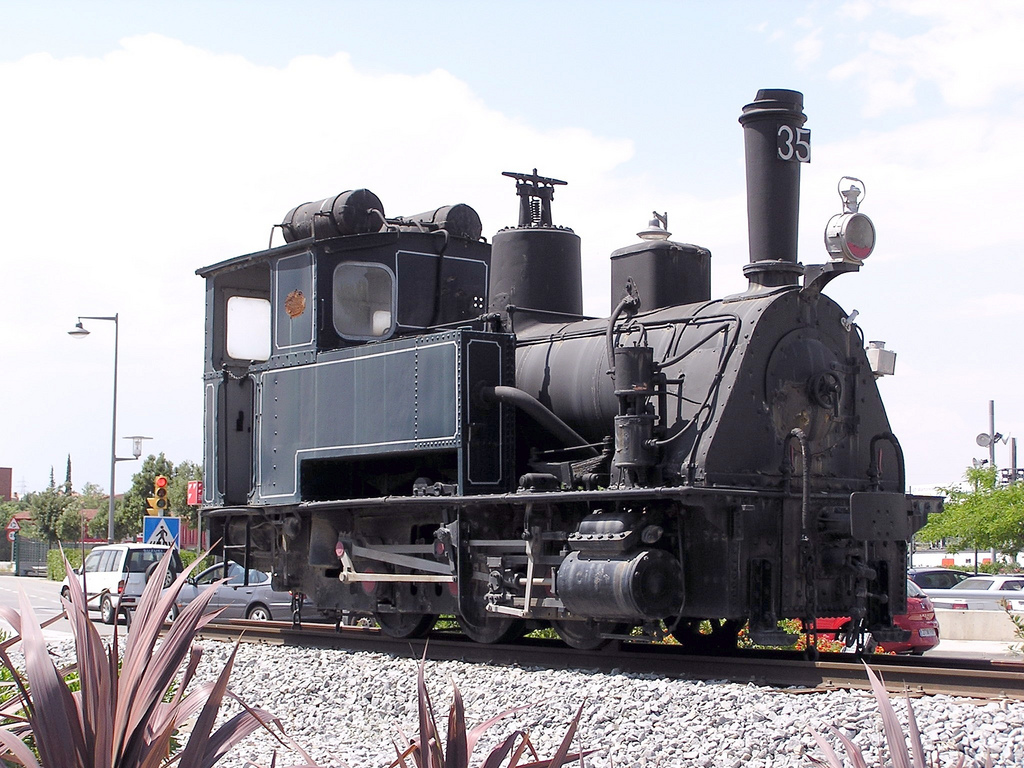
Locomotive à vapeur Berga n°35
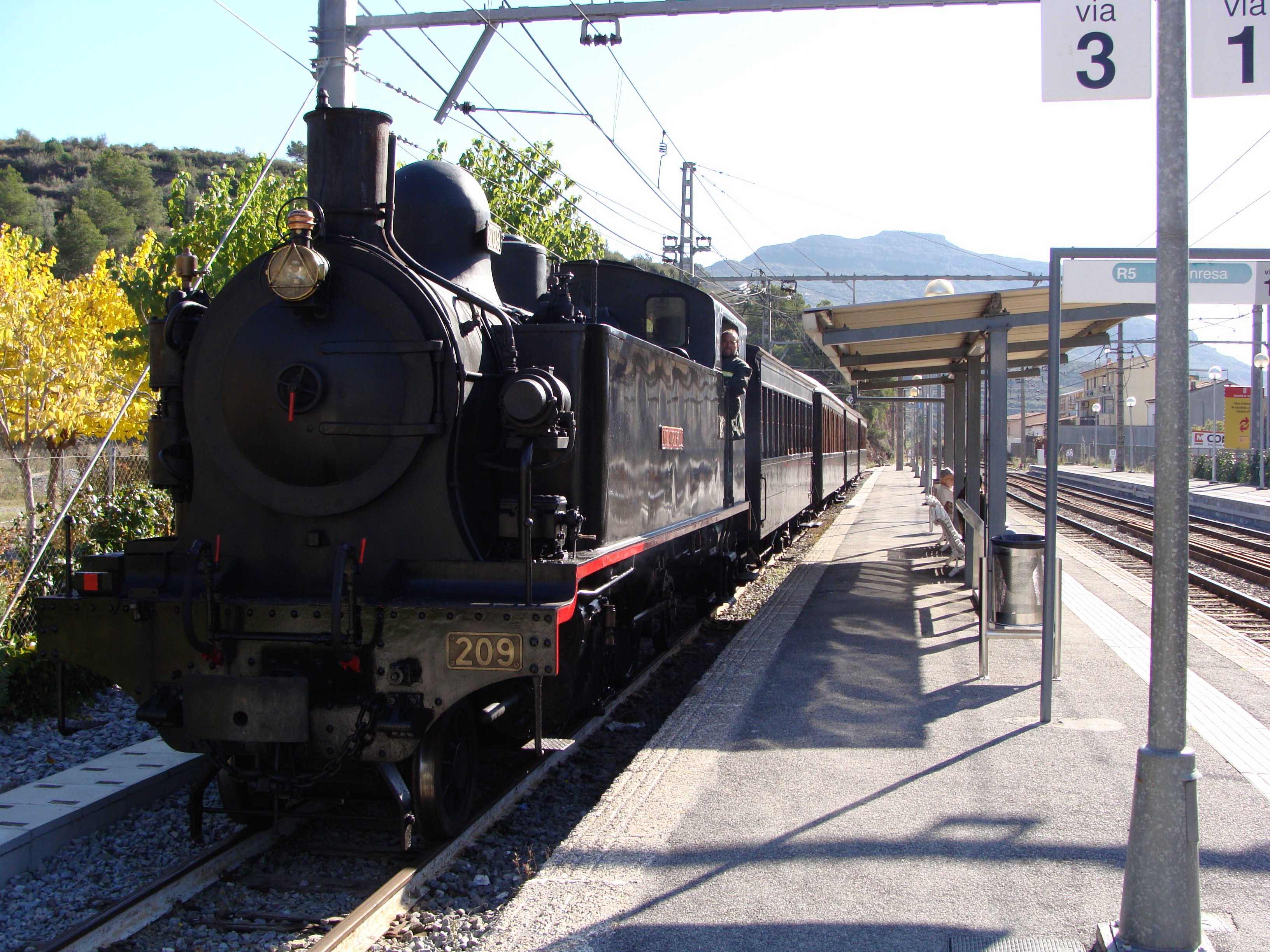
Locomotive à vapeur Monistrol 209
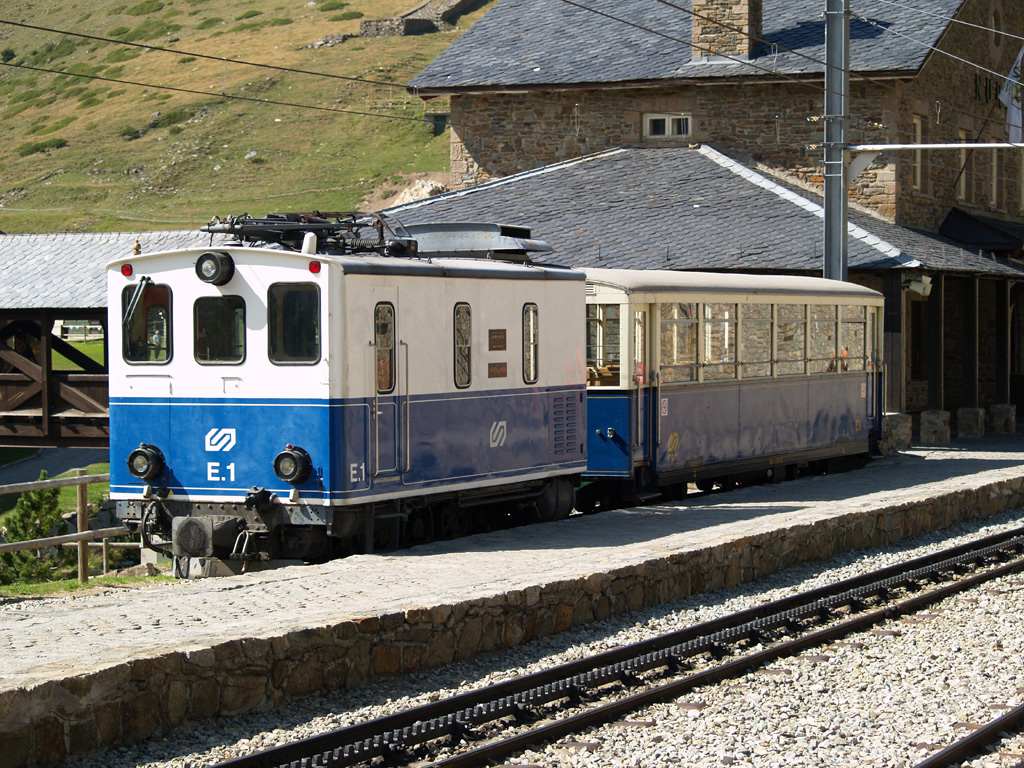
Une vieille locomotive de Nuria (E1) et un wagon

## Quelques chiffres
Le trafic annuel s'élève à environ 32 millions de voyageurs.
L'effectif du personnel est d'environ 1300 salariés.